# Deportivo Independiente Medellín
Deportivo Independiente Medellín, popularmente conocido por sus siglas como el DIM, es un club de fútbol de Colombia fundado bajo el nombre de «Medellín Football Club» el 14 de noviembre de 1913 por Alberto Uribe Piedrahíta. Pertenece a la ciudad de Medellín, capital del departamento de Antioquia. Actualmente juega en la Categoría Primera A del Fútbol Profesional Colombiano. Disputa los partidos como local en el Estadio Atanasio Girardot y su rival de patio es el Atlético Nacional con el cual disputa el denominado Clásico Paisa. Su propietario es el Equipo del Pueblo S. A. en cabeza de Raúl Giraldo como máximo accionista del club.
Durante el amateurismo, el club fue ocho veces campeón nacional. A su vez, logró ocho veces el campeonato de la Liga Antioqueña de Primera División.
Desde el inicio del profesionalismo en 1948, el Independiente Medellín ha obtenido seis veces el campeonato colombiano (1955, 1957, 2002-II, 2004-I, 2009-II, y 2016-I), y en tres ocasiones la Copa Colombia (1981, 2019 y 2020). Ha faltado en cuatro temporadas de la Categoría Primera A: En 1952, 1953, 1958, 1971.
Es uno de los equipos más representativos del país. Por sus filas han pasado figuras de la talla de Jackson Martínez, Carlos "El Pibe" Valderrama, Luis Amaranto Perea, Juan Guillermo  Cuadrado, Felipe Marino, Juan Fernando Quintero, Orestes Omar Corbatta, Eduardo Malásquez, Franco Navarro, Mauricio Molina, David Montoya, Roberto Carlos, José Manuel Moreno, Germán Cano y David González entre otros.

## Historia
El 14 de noviembre de 1913 Alberto Uribe Piedrahíta y sus hermanos Luis y Rafael, acompañados por un grupo de paisas provenientes de Familias pudientes, tales como Guillermo Greiffenstein (quien se desempeñó como primer secretario del club) y José Luis Jaramillo, (primer presidente del club) se entusiasmaron con la idea de crear un equipo de fútbol organizado que se enfrentara a Sporting (también llamado Los Extranjeros), un equipo paisa fundado en 1913 por un grupo de antioqueños y europeos, en especial de belgas y suizos, se forjaron iniciativas, se establecieron contactos para el funcionamiento del equipo y se conforma un equipo llamado Medellín FootBall Club.
Dicha gestión había sido todo un éxito, y el 15 de abril de 1914 se firma el acta inicial de conformación del equipo. En abril de 1914 el equipo enfrentó su primer partido contra Los Extranjeros, el resultado aplastante y devastador para el Medellín fue de 11-0, se pensó en acabar con el equipo ese mismo día, sin embargo, la ilusión con que se había creado permitió su supervivencia.
Por la necesidad de contar con un espacio apropiado para jugar al fútbol en condiciones decentes, se construyó la famosa Cancha de los Belgas, llamada así por los dueños de los terrenos, los mismos jugadores del Sporting. Estaba ubicada a 5 cuadras al norte del Parque Berrío, donde hoy está ubicado el Hospital San Vicente de Paul en el barrio Sevilla.
Los primeros partidos se jugaron con público, las recaudaciones de la época eran bajas. Por ejemplo, en un partido celebrado el 9 de mayo de 1914, entre el Sporting y el Medellín, se lograron 50 pesos con 50 centavos, en tiempos en que un huevo costaba 2 centavos.
Con las ganancias de los partidos contra Sporting y algunos aportes voluntarios, una delegación del equipo comenzó toda una travesía para ir a Bogotá a adquirir doce balones importados para poder entrenar y aumentar su nivel futbolístico; de a poco se fue transformando en una organización deportiva.
El primer presidente que tuvo el Medellín fue el señor José Luis Restrepo Jaramillo, nacido en Medellín en 1893 y fallecido el 7 de febrero de 1926, fue el mayor de los "Restrepos Jaramillos", se casó con Sofía Londoño y fueron sus hijos Beatriz y Guido y fue un distinguido escritor de obras teatrales.
Paulatinamente aumentó el prestigio del Medellín y era respetado por sus rivales y a fines de 1914 ya era un gran equipo, venció al poderoso Antioquia por 3-0, así como al Unión y al cuadro de Los Extranjeros en una memorable revancha.

### Años 1920

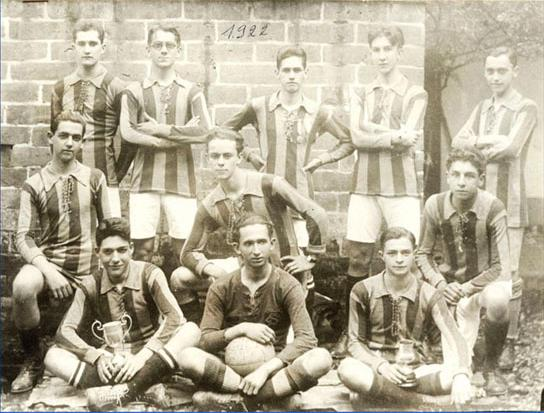
Equipo de 1922 con los 2 Campeonatos Nacionales (Amateur) conseguidos en el 1918 y 1920.

A fines de 1921 se verificó uno de los primeros torneos de fútbol en Medellín, con los equipos Star, ABC, Colombia, El Trece, Peralonso y el Medellín. A la sazón se fundó el estadio Municipal en el barrio Sevilla, en terrenos de la cancha de "Los Belgas". Pero el tal estadio solamente era una manga al aire libre.
Fue en 1923 cuando se jugó un torneo por la "Copa Jiménez Jaramillo", donada por el gobernador de ese entonces, Ricardo Jiménez Jaramillo, para ser disputada entre varios equipos. El primer partido lo ganó Medellín a Peralonso por 3-0. El torneo era regido por un comité formado por Antonio Zapata R. Harold B. Manyhan, José Luis Restrepo J., Lázaro Uribe Cálad y Alberto Jaramillo Sánchez. El 27 de septiembre del 23 jugaron ABC y "El 13". Don Antonio Zapata y José Goundy eran los silbatos de entonces. Medellín se adjudicó la Copa. Al Asilo de Ancianos, en construcción, le correspondió, de ese torneo, la suma de 203 pesos con 11 centavos. Jugadores destacados a la sazón fueron Jorge "El Imanao" Londoño, Fabio Jiménez, Alfonso "Buchifa" Restrepo, Julio Nacarrio, médico Samuel Uribe Escobar, Ricardo Mesa, Antonio Gaviria, Ignacio Arriola, Duncan Barker, Pedro Justo Berrío, Pablo Córdoba, Gilberto Ochoa, Eduardo Aristizábal, Alberto Molina, Bernardo Correa Machado, Luis Mesa Villa, Arturo Congote, Carlos Congote, Arturo Gómez, Luis Tapias y Carlos "Mesita" Mesa, entre muchos más. Luego se jugó otro torneo pero de segunda categoría, entre "Riacaurte", "Páez", Boyacá y Ecuador. Este último equipo fue el campeón que se enfrentó más adelante, en desafío previo del Unión formado por ABC, Medellín y STAR, y empataron en Miraflores a un gol.

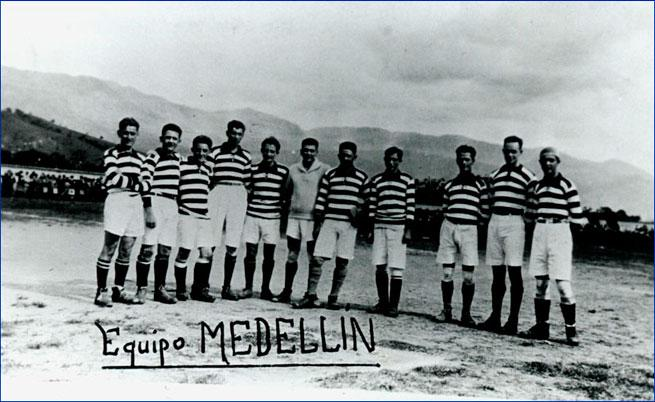
Medellín en el 1928. De izquierda a derecha, Ignacio Arriola D., Iván Robledo, Silvio Robledo, Hernando Faciolince, Jesús Arriola D., Carlos Congote, Cipriano Torres, Gonzalo Londoño, Leonardo Arango, Pedro Justo Berrío y Pedro Arango M.

En 1928 cuando se efectuaron las Olimpiadas en Cali. El Medellín fue la base fundamental para representar a Antioquia en fútbol. La final se jugó entre samarios y antioqueños, y ganaron los samarios 1-0, con gol de Pimienta sobre el arquero paisa Carlos Congote, el balón no penetró del todo. Al retorno de Cali se integraron los equipos Colombia y Medellín con Silvio Robledo, Jesús Arriola, Diego Restrepo, Carlos E. Córdoba, Gabriel Zapata Lotero entre otros.
El equipo desaparece por motivos económicos,[cita requerida] pero más tarde en 1930 retornaría con el nombre de El Madrid,[cita requerida] equipo conformado por el famoso Jesús María "El Cura" Burgos Castaño, un apasionado por el fútbol, su equipo aparecería en la segunda categoría hasta lograr subir a la primera en 1933, cambiando el nombre y utilizando nuevamente el Medellín Foot Ball Club (nombre que había quedado sin uso desde 1928) y retomando así la historia comenzada décadas atrás.

### Años 1930
En 1930 el equipo fue invitado a Bogotá por ser el mejor club antioqueño, el equipo estaba integrado por Iván Robledo, Agustín Ángel, Silvio Robledo, Hernando Lince, Fernando Arango, Alfredo Escobar, Juan Rosado, Gilberto Peláez, Jaime Pérez, el arquero Juan Díaz, Luis Bernal, Carlos Restrepo y Javier Arriola Del Valle y disputaron varios encuentros contra los mejores de la capital entre ellos, Bartolinos, La Salle (este ganó 1-0), Internacional y Juventud.
Se dice que algunos jugadores del Medellín no volvieron a entrenamientos, el doctor Correa Correa, dirigente del equipo, no sacaba el plantel a ninguna cancha y por esos días el gran capitán y centro delantero del Medellín, el magnífico driblador doctor Samuel Uribe Escobar, andaba por París en lo relacionado con su especialización.
Para 1931, ya Medellín no jugaba más en la cancha de "Los Belgas", sino que acondicionarían un campo de fútbol en el Hipódromo de Los Libertadores (hoy Barrio San Joaquín en el municipio de Itagüí), esa sería la nueva fortaleza del Medellín, ganando respeto y dominando así la era semiprofesional entre 1933 y 1948.
 Su nuevo presidente y el segundo en su historia sería Luis Eduardo Ramírez, quien sería reemplazado por El Cura, quien llevaría al equipo a diferentes ciudades de Colombia en una gira nacional.
En 1932 vino a la capital Antioqueña un equipo de fútbol de Panamá. Enfrentó a Medellín a la cual derrotó por 2-1. En la revancha, en la misma cancha Los Libertadores donde se jugó la primera contienda, ganó Medellín con gol de "Corocito" Restrepo, sobresalió Sierra en la punta derecha, Rúa en el ala izquierda y Gilberto Piedrahíta en el medio campo, así como Molina, Balbuena y Alfonso Cock.
En 1936 Medellín tenía como presidente y jugador a Jesús María "El cura" Burgos Castaño, además de Samuel Hernández, Pedro Luis Uribe, Rafael Calle, Marcos Puerta, Alfonso Rodríguez, Luis Alfonso Piedrahíta, Jaime Villegas, Fernando Gómez, Diógenes Valencia, Blas Castrillón, Gustavo Marulanda y El Cura Burgos. Fue pasando el tiempo hasta 1938, pero en los años anteriores hubo partidos amistosos de carácter internacional con equipos de Costa Rica, Perú, Argentina, Paraguay, Chile y otras naciones del Sur y Centroamérica.
En 1939, con motivo de la celebración de las bodas de plata futbolísticas de Fabio Jiménez, se efectuó un partido amistoso entre amigos suyos ya veteranos del balompié y en tal encuentro el Medellín derrotó al A.B.C en la cancha de Los Libertadores como preliminar de la final que jugaron en esa fecha los equipos Medellín y Huracán de Medellín, de primera categoría, para definir el título departamental correspondiente a 1938. Ganó Medellín por 4-1 y se coronó campeón. Aunque la final se jugó en enero de 1939, el Medellín se coronó campeón de primera del torneo correspondiente a 1938.
En esa finalísima del 26 de marzo formó con Paco Álvarez, Capi Jaramillo y El General Villa; Juancho Montoya, Arturo Zuleta y Rafael Serna; Mauro Hernández, Mico Zapata, Alfonso Serna, H. Carrasquilla y Luis Patiño. El Huracán con Ocampo; Guillermín y Baca; Valencia y Betancur (faltó uno); Rúa, Monsalve, Quintero, Ramírez y Ortiz. Arbitró Fabio Jiménez con Eduardo y Pablo Molina como jueces de línea. Hubo algo así como diez mil espectadores en esa cancha de Los Libertadores.

### Años 1940
En 1941 el señor Germán Llanos, estudiante de agronomía y miembro de la liga de atletismo, así como redactor de "El Pueblo", fue presidente del Medellín, cuando por cuarta vez el cuadro rojo fue campeón departamental invicto en seis partidos. Alberto Villa Naranjo, como capitán, recibió el trofeo de manos del presidente de la Fedefútbol en ese entonces, señor Miguel Ortiz Tobón, ya fallecido. Su nómina: Facio Fonnegra; Villa y Jaramillo; Montoya, Patiño y Rafael Serna; Guillermo Echeverri, Hernando Echeverri; Mico Zapata, Israel Echeverri y Alfonso García.
En 1944, el 20 de febrero el Sport Boys, de Perú, venció 5-1 al Medellín. Los peruanos habían perdido ocho días antes con Huracán por 4-1, luego el 5 de marzo, el Medellín empató con los peruanos a dos goles. El 9 de julio hubo una tragedia en el campo de Los Libertadores, cuando debían jugar Medellín y Huracán, hubo dos muertos y muchos heridos, arbitraba Gilberto Piedrahíta, el Medellín salió completo a la cancha pero el Huracán sólo tenía 7 jugadores. El Medellín no quiso jugar el partido con carácter amistoso, oficialmente ganaba los dos puntos, con algunos esfuerzos, el Huracán se completó y manifestó su deseo de jugar el partido. Los 804 pesos recaudados ese día se entregaron a las familias de las dos víctimas, Antonio Pérez y Francisco Rojas.
En la era Profesional el primer partido disputado en 1948 fue contra el América de Cali como visitante, cayendo 4-0. Luego en calidad de local, se enfrentaba con el Junior de Barranquilla en el Hipódromo de San Fernando, saliendo victorioso 3-2.
Las huelgas por parte de los jugadores en diferentes ligas internacionales provocaron migraciones hacia el fútbol colombiano a finales de la década de los 40, llegando así la época de El Dorado. Es así como se forma la “Danza del Sol”, un mítico equipo conformado por jugadores nacionales y extranjeros, tales como Horacio “Galleta” Molina, René Rosasco, Juan Castillo, Félix Mina, Reynaldo Luna, Agapito Perales, Enrique Perales, Constantino Perales (hermanos los 3), Roberto “Tito” Drago, Andrés Noé Bedoya, Segundo “Titina” Castillo, Luis “Caricho” Guzmán, Luis Navarrete, entre otros. Un equipo de gran calidad técnica y excelentes virtudes futbolísticas, que derrochó buen fútbol y goles por los estadios de Colombia, digno del equipo con más tradición y fidelidad de sus seguidores en todo el país.

- Primera nómina del profesionalismo: Gabriel Alberto Mejía Lopera, Oscar Restrepo, Jesús "Chucho" Hernández, Manuel Orrego, Humberto Barreneche, Libardo Rico, Gustavo Vásquez, Hernando Echeverri, Benjamín Pérez, Guillermo Maya, Guillermo Escobar, Israel Echeverri, Hernando "Placeres" Restrepo, Manuel Marín, Ignacio Cano, Horario "Chico" Vásquez, Guillermo Echeverri y José "Mico" Zapata. D.T.: Alfonso Serna.

### Años 1950
Un equipo sólido comenzó a formarse en 1949 con la llegada de los jugadores Peruanos, pero fue en 1950 cuando alcanzó a brillar con todo su esplendor al complementarse el plantel conformado por 12 futbolistas incas de primera categoría, algunos de ellos triunfadores en el fútbol Argentino como Roberto “Tito” Drago y Segundo “Titina” Castillo. “La Danza del Sol”, en pleno “Dorado” fue un equipo sensacional, la más brillante expresión del fútbol peruano en el exterior en toda su historia, solamente comparable con el glorioso Seleccionado Nacional que intervino en los Juegos Olímpicos de Berlín en 1936 y el ´Rodillo Negro´ del Deportivo Cali en 1950 Superando apenas por el campeón Deportes Caldas, Millonarios y Deportivo Cali, el Medellín fue rival temido por la clase de sus jugadores y la calidad del fútbol practicado.
En 1952 y 1953 Medellín estuvo por fuera del fútbol profesional colombiano, debido a una terrible crisis económica, ocasionada por malas administraciones y poca capacidad del estadio, puesto que el lleno de solo 10 000 espectadores (máximo aforo del escenario) no permitía pagar toda la nómina. La hinchada del Medellín no soportaba más ver al equipo fuera del torneo profesional, y como si fuera poco, inactivo. El de la Danza del Sol, ese equipo de ensueño que logró hacer del fútbol una cuestión de fina estética, tenía que volver y lo más pronto posible.
En 1953 para lograr volver, la gestión comenzó en septiembre, entre los nuevos dueños del club y el gerente de la dimayor, Oswaldo Abello Noguera, quien facilitó en gran parte la compra de la ficha ante la entidad rectora del fútbol profesional colombiano, Dimayor. Las diligencias darían resultado y, al fin, la esperada noticia llegó el 5 de noviembre de 1953. Fue un diario de Medellín, el encargado de confirmarlo a la opinión pública «En las últimas horas de la noche recibimos un cable, procedente de Bogotá y firmado por nuestro amigo, Antonio Patiño Vinasco, en el cual nos da cuenta del término de las negociaciones que se habían hecho para la compra de la ficha del equipo de fútbol profesional Medellín, que tanto prestigio dejó a la hinchada local». La tristeza roja en Medellín se había convertido, por cuenta de la noticia, en la mayor alegría que el equipo le hubiera proporcionado a su numerosa hinchada. Se pudo regresar para 1954, ahora con el nombre Deportivo Independiente Medellín.
El 1954 fue un año de grandes contrataciones; se contrata como director técnico al paraguayo Delfín Benítez Cáceres. A mediados de julio se anunciaba la venida a Medellín de los jugadores argentinos René Seghini, Felipe Marino y Lídoro Soria, también a Pedro Roque Retamozo, Carlos Arango entre otros rutilantes astros de la época. El 27 de agosto Medellín había adquirido los servicios del arquero barranquillero Efraín "Caimán" Sánchez y el 10 de enero, como información de última hora, se dijo que el Medellín había contratado al futbolista argentino José Manuel Moreno, el 27 de enero llegó a Medellín procedente de Argentina, para vincularse al DIM en su reaparición de ese año, quien sería después el ídolo más grande de la época para la afición roja. Más tarde se organiza una gira por Centroamérica, siendo la segunda salida del cuadro rojo, es así como se emprende el camino a la gloria roja el 10 de diciembre con una nómina de lujo que escribiría con letras doradas en el corazón del hincha que lo vivió aquella época. Esta nómina poderosa ganó cuatro de cuatro encuentros disputados, gira calificada como un éxito total, el Medellín con esto avisaba a todos sus rivales que se sentía listo para conseguir el título del fútbol profesional colombiano.

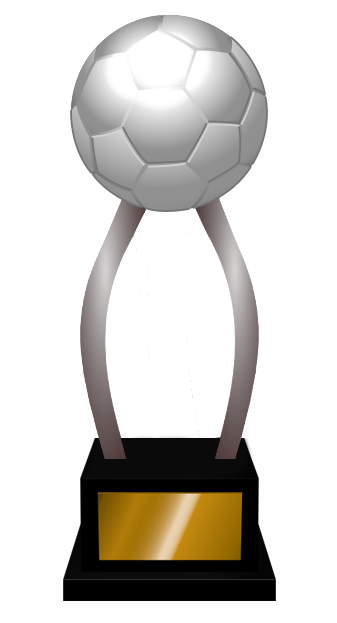

En 1955 se continuó con el buen proceso que se llevaba desde el año anterior y los pronósticos no fallaron. Esta primera estrella comenzó a tejerse el 24 de abril, las buenas presentaciones del Independiente Medellín continuaron con buen fútbol, goles y triunfos. En la primera ronda el equipo ganó 9 partidos de 9, con 3 goleadas memorables; al Tolima, Cúcuta y Millonarios, este Poderoso barrió rivales de principio a fin. El primer título se dio el 23 de octubre en la ciudad de Cúcuta ante 5000 espectadores, allí el DIM se presentó con: Sánchez, Pacheco, Lauro y Soria, Calonga, Retamozo, Larraz, Seghini, Arango, Sacco y Delatour. Aquella tarde Calongo abrió el marcador de tiro libre a los 15 minutos del primer tiempo, Antonio Sacco, de excelente gambeta, habilita a Delatour quien anota la segunda diana para el DIM a los 25 minutos del segundo tiempo, luego Larraz de centro templado lanza para que el samario Arango de cabezazo consiga la tercera conquista, a la postre gana el Medellín 3 goles por 1. Terminado el cotejo, el DIM da la tan ansiada y tan anhelada vuelta olímpica. Entre otros, el argentino Felipe Marino fue el jugador clave del certamen al coronarse como máximo goleador con 22 goles y llevar al Independiente Medellín a la conquista del campeonato.

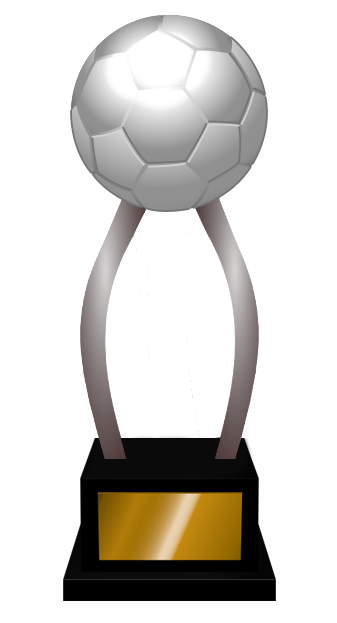

- Nómina campeona 1955: Luis Alfonso Villegas, Hernando "Canino" Caicedo, Lorenzo Calonga, Efraín "Caimán" Sánchez, Lauro Rodríguez, Pedro Roque Retamozo, Lidoro Soria, Jorge "Chema" Méndez, Francisco Pacheco, Orlando Larraz, René Seghini, Felipe Marino, Carlos Arango, Antonio Sacco, Valerio Delatour, Jesús "Chucho" Hernández. D.T.: Delfín Benítez Cáceres.

En 1956, el DIM terminaría quinto de entre 13 equipos en la Liga de ese año a pesar de haber estado en el lote de vanguardia en las primeras 10 fechas del torneo, pero tuvo una destacada actuación en la Copa Colombia 1956-57 en la cual terminó empatado en el liderato del hexagonal final con el Atlético Bucaramanga; sin embargo, el desempate por el título, que se jugaba a partido único, no fue organizado por la DIMAYOR ni solicitado para su disputa por ninguno de los dos finalistas o por algún interesado, por lo que la competición terminó abandonada. De esta manera, el Poderoso perdía la oportunidad de coronar un trienio de títulos en línea en el fútbol colombiano, en forma de Liga-Copa-Liga, considerando lo sucedido el año siguiente.
En 1957, la reaparición del Medellín en 1954 y la obtención del título de 1955, en gran medida significó el renacimiento del fervor futbolístico en el país, que lentamente se encaminaba a superar el trauma de la brusca terminación del Dorado. Con muy buen criterio Medellín conservó la base de jugadores de las dos temporadas anteriores, eso permitió la armonía dentro del campo y la compenetración entre sus líneas. Medellín fue un cuadro de juego atildado y punzante en la definición donde destacaron José Vicente Grecco, goleador del campeonato y Jaime ´Manco´ Gutiérrez, segundo en la tabla general. José Manuel Moreno había comenzado como Director Técnico pero al final de la temporada solicita una licencia que oportunamente le fue concedida y toma el equipo encaminado al título y en bandeja de plata René Seghini. Al final se confirma la superioridad del Independiente Medellín, el mejor equipo de toda la temporada que se inició en 1957 y terminó en 1958. Independiente Medellín con su gran figura y goleador José Vicente Grecco logra su segundo título.

- Nómina campeona 1957: Lorenzo Calonga, Leonel Montoya, Omar Ives Ayala, Efraín "Caimán" Sánchez, Pedro Roque Retamozo, Hernando "Canino" Caicedo, Orlando Larraz, Hugo Contreras, Jaime "Manco" Gutiérrez, José Vicente Grecco, Roberto "Pibe" Ortega. D.T.: René Seghini.

En 1958 por diversos problemas económicos en equipo no se presenta para jugar el torneo, Atlético Nacional hacia una declaración parecida, idearon una forma de alquilar la ficha del equipo ante la Dimayor. Se asociaron en forma de las denominadas 'natilleras'. Por medio de la natillera, los jugadores recibirían el dinero de las taquillas, de allí pagaban los gastos del equipo y el alquiler de la ficha, y se repartían lo poco que quedaba. El Independiente Medellín le prestó 5 jugadores al Atlético Nacional para que así pudiera el 3 de mayo iniciar su participación en el campeonato bajo el nombre extraoficial de Independiente Nacional, denominación adoptada por los jugadores, pero que nunca apareció en las planillas oficiales, afortunadamente la alianza con su rival de patio solo duró un año. Fue entonces que gracias a la financiación y el apoyo de varios hinchas y jugadores como René Seghini, Pedro Roque Retamozo, Alberto Castronovo, y Hernando “Canino” Caicedo se pudo reaparecer en las competiciones deportivas para 1959.
En 1959 el Medellín realiza múltiples esfuerzos desde el mes de octubre del año anterior. Los jugadores que habían sido cedidos a otros clubes tenían el firme propósito de reunirse nuevamente con el poderoso. René Seghini era el más entusiasta y mucho tuvo que ver con la reaparición de los rojos.
De esta época se destacan jugadores como José Manuel “El Charro” Moreno, José Vicente Grecco, René Seghini, Lauro Rodríguez, Antonio Pécora, Pedro Roque Retamozo, Efraín "Caimán" Sánchez, Hernando “Canino” Caicedo, Valerio Delatour, Felipe Marino, Leonel Montoya, Jaime “Manco” Gutiérrez, Lorenzo Calonga, Carlos Arango, José Lidorio Soria, Antonio Sacco, entre otros.

### Años 1960
La década de los 60 fue una década sin triunfos deportivos, donde como siempre se partía como favorito pero el título no llegaba, pero esto no significaba que se jugara mal, todo lo contrario; siempre se mostró calidad de sobra y buen fútbol, virtudes que caracterizaban al Medellín en todos los estadios del país. Algunas de las principales figuras en el equipo por esa época fueron Antonio Pécora, Ricardo Ramaciotti, Álvaro Molina, Mario Agudelo, Uriel Cadavid, Héctor Gatti, Perfecto Rodríguez, Héctor “Canocho” Echeverri, Orestes Omar Corbatta y Germán “Cuca” Aceros.
En 1960, el 4 de marzo, llegó Santos a Medellín con su famoso Pelé para jugar contra Medellín. Primero vino São Paulo, luego Palmeiras y más adelantes Santos. “Tres equipos paulistas”, tituló la prensa. Pelé no impresionó. Ganó santos 2-1 DIM con Caimán; Castro, Canocho y Canino; Héctor Fernández y Retamozo; Arredondo Cervino, Marino (González), Lanza, Campillo (Guzmán).
En 1964 hasta cerca del final sobrevivieron las esperanzas de llegar al tercer título de la historia; sin embargo, un leve declinar en el rendimiento propició caer al tercer puesto después de haber estado al comando con Millonarios, cuando su invicto y su rendimiento lo mostraban con gran solidez en busca de la estrella. El invicto, fueron 16 fechas en las cuales el Medellín estuvo sin ser batido. Un rival que siempre le resultó complicado, el Deportes Tolima, quebró la racha y un poco, la confianza del equipo en sus posibilidades. "Han pasado 34 años y esa marca de 16 juegos sin perder sigue imbatible, pero conseguirlo es uno de sus próximos objetivos."[cita requerida] En una campaña de tal magnitud hubo varios partidos inolvidables, pero por el hondo significado que tuvo, la goleada 6-1 a Millonarios en el Atanasio Girardot el 5 de octubre de 1965. Con ese resultado, Medellín ascendió al segundo lugar con 44 puntos contra los 46 de Millonarios.
En 1966 con una espectacular levantada desde el octavo puesto, donde estuvo ubicado a 9 puntos de Santa Fe a comienzos de la tercera vuelta, Medellín se coronó subcampeón en final de película. Durante el año las diferencias fueron estables en contra de los rojos de la Montaña y todos creían que los rivales del puntero Santa Fe, eran Deportivo Pereira, Millonarios, Once Caldas y el Deportivo Cali. Ascendió al segundo lugar en la fecha 43 al derrotar en Cali al América de Cali 1-2, convirtiéndose de paso en la gran amenaza para los bogotanos. El cabeza a cabeza duró hasta la fecha final. Santa Fe ganó y el Medellín vencido solo por tres puntos clasificó para la Copa Libertadores de América, en la más convincente demostración de pundonor y clase que sus integrantes hubiesen realizado hasta ese momento. Medellín se destacó por su brillante juego colectivo pero debe hacerse mención especial de la capacidad goleadora demostrada en las últimas fechas por el delantero Nelson Cabezas, la calidad y jerarquía de Orestes Omar Corbatta, la clase de Germán “Cuca” Aceros, el manejo y la capacidad de quite de Mario Agudelo.
Cuatro hechos capitales ocurrieron en la vida del Medellín: el gran protagonismo y un excelente tercer lugar en 1964; el Subcampeonato de 1965 y 1966 y como consecuencia, la participación en la Copa Libertadores 1967.

### Años 1970
El resultado general de la década fue insólito, casi frustrante, porque los esfuerzos de los directivos no tuvieron la correspondencia que merecían en el tablero de posiciones. Pocas veces se luchó con tanto ahínco por acertar en las contrataciones como en los años setenta. Y no fueron sólo jugadores de relieve los vinculados, Técnicos y Preparadores Físicos de amplio recorrido internacional, llegaron a sus toldas con el fin de ayudar a conquistar esa anhelada y esquiva tercera estrella.
En 1970 con un plantel donde figuraron el portero Osvaldo Ayala, Enrique Fernández, Juan Carlos Justich, Juan Carlos Carotti, Pedro Prospitti y un buen número de jugadores colombianos, se llegó al cuarto puesto. El elevado costo de esa nómina generó problemas económicos agobiantes, por eso se ausentó y la única salvación para mantener la ficha de Primera división era alquilándola, para lo cual se buscó una opción en Barrancabermeja.
En 1971, luego de varios amistosos que el Medellín jugó en el puerto petrolero de Barrancabermeja, los dueños del club decidieron alquilar la ficha a la gente que hacía fútbol en 1971 en Barrancabermeja. Ese año el DIM se ausentó del rentado nacional pero como institución permaneció vigente en la ciudad de Medellín, alquiló su cupo a la gente de Barrancabermeja que fundó bajo el nombre de Oro Negro un club de fútbol que jugó en representación de esa región.
En 1972, El segundo retorno. Apenas un año duró la ausencia. Se creía que con un grupo integrado, entre otros por Ediberto Luis Righi, Hugo Gallego, Juan Carlos Lallana, Ponciano Castro, Alberto de Luca, Byron Hernández y Álvaro Santamaría, se obtendrían triunfos de calidad; no fue así y la espera siguió dilatándose. Apenas esporádicas figuraciones ocurrieron en esta desconcertante década de los setenta.
En 1975 la mejor ocurrió, cuando bajo la dirección del famosísimo Juan José Pizzuti, el Medellín clasificó para el Hexagonal final. La lucha por esa clasificación tuvo como marco el drama de la espera hasta el último momento en plena cancha de Deportivo Pereira, por la dependencia de resultados en otras plazas del país. Por infortunio, en el Hexagonal no se logró refrendar el buen trabajo realizado y rápidamente, Medellín salió eliminado.
En 1978 aprovechando el buen momento del fútbol del Perú, Campeón de América 1975 y su clasificación para el Mundial de Argentina 1978 se contrataron los Mundialistas José Velásquez Castillo y Hugo Sotil pero los objetivos no se consiguieron. Las satisfacciones que no se pudieron obtener con la pléyade de futbolistas extranjeros se consiguieron con la aparición de nuevos jugadores Colombianos: Ponciano Castro, Nolberto Molina, Álvaro Santamaría, Jorge «La rata» Gallego y Bernardo Aristizábal, que unidos a otros de algunas experiencias de la década anterior, tales como Javier Tamayo, Armando ´la Coneja´ Acosta y José Zárate, fueron figuras de relieve en el fútbol colombiano.
La década de los 70 fue muy parecida a la década anterior, con excelentes presentaciones en todos los estadios del país pero sin logros deportivos importantes.
En esta década se contó con excelentes jugadores como Hugo Gallego, Álvaro Santamaría, Ponciano Castro, Javier Tamayo, Francisco Hormazábal, Nolberto Molina, Juan Carlos Sarnari, Hugo Horacio Lóndero, Jorge “La Rata” Gallego, José Néstor Pékerman, Álvaro “El Polaco” Escobar, José Boricua Zárate, José Velásquez Castillo, Hugo Sotil, Víctor Ephanor, entre otros.

### Años 1980

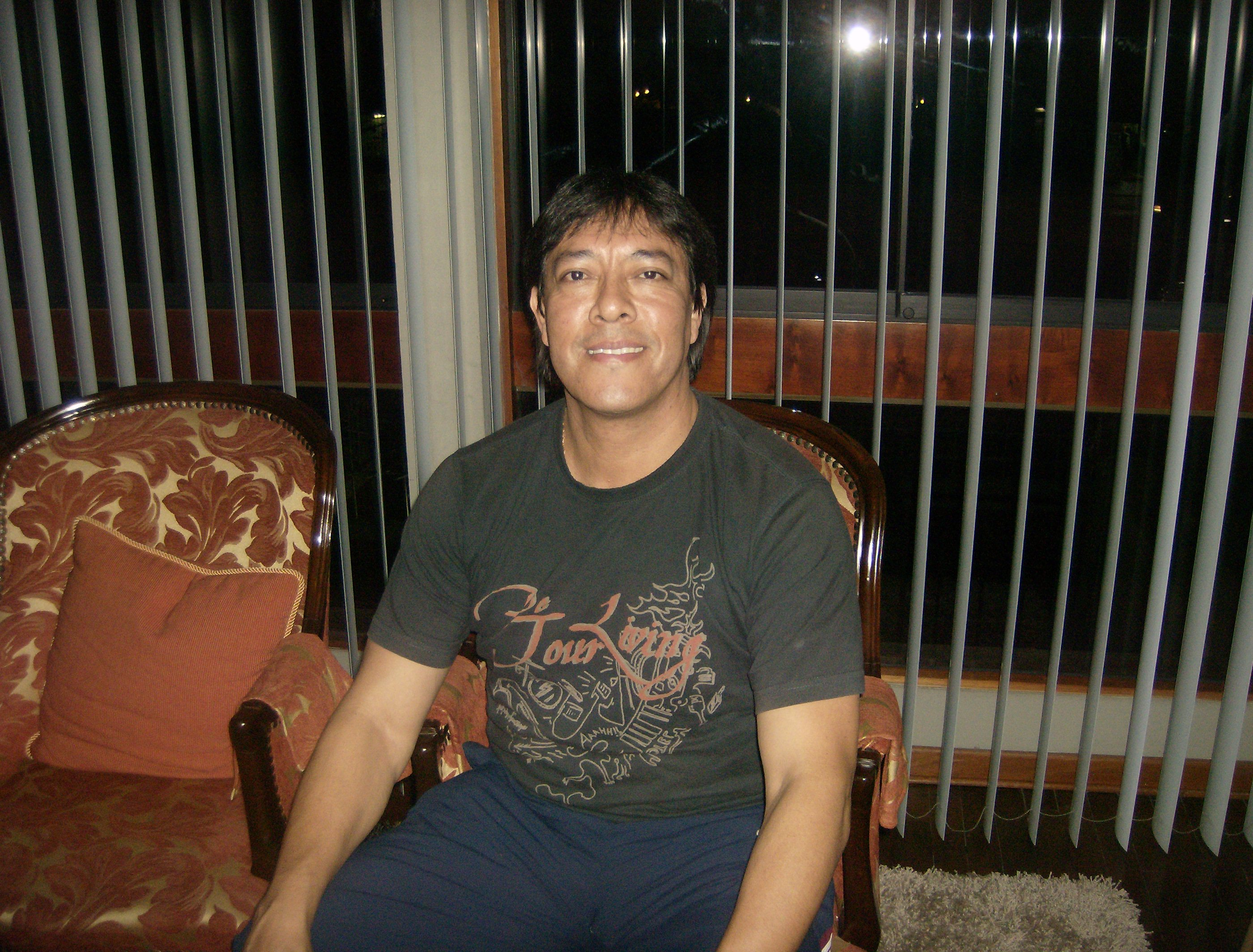
Eduardo Malásquez fue un jugador destacado en Medellín en los principios de la década de 1980'

Estos años fueron realmente inolvidable. Siete clasificaciones para hexagonales u Octogonales - según modalidad del campeonato -, seis de ellas en forma consecutiva y un excelente tercer lugar en 1984, después de América de Cali y Millonarios.

En 1981 se resucitó la Copa Colombia luego de 18 años como la parte adicional de la liga; los partidos eran jugados en lugares insólitos como: La Dorada, Riosucio, Cartago, Anserma, Piedecuesta, Sogamoso, Popayán, y el campo de educación de Millonarios. La primera ronda: Se realizó entre 6 equipos eliminados del torneo "Chalela y Chalela" finalización del Campeonato colombiano 1981: Deportivo Pereira, Santa Fe, Independiente Medellín, Once Caldas, Atlético Bucaramanga y Cúcuta Deportivo. Después de jugada una serie de partidos el ganador de la primera ronda y primer finalista fue el Independiente Medellín. Segunda ronda:Se realizó entre 4 equipos eliminados de los Cuadrangulares semifinales del Campeonato colombiano 1981: Unión Magdalena, Millonarios, Deportes Quindío, Deportivo Cali. Después de jugada una serie de partidos el ganador de la segunda ronda y segundo finalista es el Deportivo Cali. La final fueron dos partidos en la ciudad de Medellín donde quedarían 3-1 y el segundo 1-1 coronándose campeón el Independiente Medellín como campeón de Copa Colombia de 1981 por primera vez en su historia.
En 1985 y 1986 al terminar ganador de los Torneos Apertura, por coincidencia, disputó contra el Atlético Junior los títulos de esos eventos y las bonificaciones correspondientes. En ambas ocasiones fue derrotado por el conjunto barranquillero.
Entre muchísimas cosas positivas conseguidas en esa década maravillosa, puede referirse que el Medellín brindó la oportunidad de jugar en primera división a futbolistas que poco después se convertirían en figuras estelares de nuestro fútbol: Luis Carlos Perea, Leonel Álvarez, Gildardo Gómez, Hernán Darío Gómez y Gabriel Jaime Gómez, Oscar Pareja, Carlos Castro y John Wilmar "La Pelusa" Pérez.
Además, casi todos los Técnicos en la década del ochenta fueron antiguos jugadores rojos, algunos de ellos novatos que comenzaron sus carreras al asumir los cargos en el DIM. Tales casos de Jorge Olmedo Y Julio Avelino Comesaña, iniciadores de las clasificaciones, en 1982 y 1983, respectivamente.
Notables jugadores extranjeros pasaron por sus filas: Los Mundialistas Carlos Aguilera, uruguayo, Juan Carlos Letelier, chileno, el paraguayo Alfredo ´Coco´ Mendoza y los peruanos Jorge Olaechea, Eduardo Malásquez ("Malasqueña") y Franco Navarro, Héctor Ramón Sosa quien en 1985 se consagró goleador del campeonato y a la vez, último integrante del cuadro rojo de la Montaña en obtener ese título.
Quizás la más sorprendente de las campañas fue la realizada en 1989 bajo la dirección de Jaime Rodríguez. Las dificultades económicas habían obligado a prescindir de figuras costosas y como era obvio, no había mucha confianza en el desempeño del Medellín que inclusive, por algunas fechas ocupó el primer puesto del campeonato.
Por curiosidad anotamos dos paradojas en la década de los ochenta: la Dimayor rindió homenaje al fallecido presidente del Medellín, Héctor Mesa Gómez, denominado el evento con su nombre, pero la actuación del equipo fue muy pobre aunque posteriormente se rehabilitó y clasificó para el Octogonal de 1987; La segunda tiene que ver con lo económico. A pesar de las excelentes actuaciones en casi todos los torneos, vivió en constantes y apremiantes déficits que amargaron su continuidad.

### Años 1990
En 1992 el equipo contaba con una excelente nómina, conformada por jugadores como Hernán Torres, Javier Arango, Luis Carlos Perea, Pedro “El Campero” Álvarez, John Wilmar Pérez, Oscar Pareja, Carlos “El Pibe” Valderrama, Carlos Castro, Henry Zambrano Sandoval, entre otros, pero no se logró el título que era lo que a fin de cuentas se buscaba.
En 1993 con la salida del Pibe Valderrama, pero con la base de los años anteriores más la contratación de jugadores de primer nivel, como Wilman Conde, Luis Barbat, Rubén Darío Hernández, Eduardo Pimentel, Carlos Enrique “La Gambeta” Estrada, Óscar “El Pájaro” Juárez, entre otros, y de la mano de Luis Augusto “El Chiqui” García, bajo la presidencia del Club, de Julio César Villate, el equipo juego tras juego se iba perfilando como campeón, pues su juego era impecable en todas las líneas, además la hinchada demostró su grandeza, con un promedio de asistencia de aproximadamente 36 000 hinchas por partido en el Atanasio Girardot. La última fecha del torneo, Medellín jugaba contra su eterno rival Atlético Nacional, lo mismo hacían Junior y América en la ciudad de Barranquilla. Partidos que debían haber comenzado al mismo tiempo, pero el partido en Barranquilla comenzó 5 minutos más tarde de lo previsto. Medellín ganó el clásico 1-0 con gol de Carlos Castro, y ante el inminente empate en la ciudad de Barranquilla, el equipo rojo se coronaba campeón por tercera vez en su historia luego de 36 años. Luego de haber dado la vuelta olímpica, cayó como un balde de agua fría un gol agónico del Atlético Junior en el último minuto, arrebatándole la gloria al equipo del pueblo.
En 1994 como consecuencia de la campaña del equipo el año anterior, el poderoso retornó a la Copa Libertadores luego de 27 años, siendo eliminados en cuartos de final por Atlético Junior de Barranquilla. En este mismo año el Poderoso de la Montaña fue invitado a un torneo amistoso en España, el Trofeo Ciudad de Vigo, disputado contra el equipo de esa ciudad, Celta de Vigo, resultando vencedor de dicho torneo amistoso y llevándose el valioso trofeo.
Entre los años 1995 y 1997, son recordados probablemente como la época más oscura administrativamente hablando, ya que la dirigencia del equipo, en ese entonces dirigida por el polémico Jorge Castillo llevaba al equipo a la quiebra y casi al descenso a la Primera B, pero la afición reaccionó y obligó a toda la dirigencia a marcharse para siempre.
Lo más valioso para destacar es que en medio de las grandes crisis siempre han aparecido los hombres que arriesgando capital y su tranquilidad, dieron todo por salvarlo de la ruina, y lo consiguieron. Han sido tantos los tragos amargos, pero tantos, tan valiosos y denodados los esfuerzos de sus dirigentes por sostenerlo, que sin lugar a dudas el Medellín, se convirtió en la mejor escuela de dirigentes del Fútbol Colombiano.
En la parte futbolística; La década no fue absolutamente mala en resultados pues en el comienzo hubo actuaciones muy valiosas, generadas por jugadores quizás menos ilustres que los de otras épocas, pero siempre imbuidos del espíritu luchador que ha distinguido la institución. En la década aparecieron en filas hombres que calaron hondo en el sentimiento de la fanaticada: Luis Barbat y el “Pibe” Valderrama fueron insignias en la cruzada por conseguir los mejores resultados.
Quizás el recuerdo mayor de esta década, terrible en su momento pero hoy, una anécdota singular, es el de diciembre de 1993 cuando por algunos minutos se estuvo en la antesala de la gloria y el título fue la tercera estrella en el escudo del Medellín. Fue el instante alucinante de no saber donde está la dicha o donde se encuentra el infortunio, o si las lágrimas de emoción o pena tienen el mismo contenido.
Por fortuna, el pasado es pasado, lo malo ha quedado atrás superado por la fe de una fanaticada que no sabe de renuncias o de deslealtad y por unos dirigentes que le muestran a un país como se lucha por lo que se ama, porque Medellín es un sentimiento que vive permanentemente a flor de piel.
Desde 1998 hasta el 2001 el equipo venía recuperándose de la crisis económica y de resultados, y algunos jugadores de torneos anteriores más con contrataciones y excelentes jugadores salidos de la cantera se llegó siempre hasta las últimas instancias.
En el campeonato 1998 el equipo cambió de presidente, nombrando en este cargo a Mario de J. Valderrama. Con este cambio directivo, el equipo se reforzó con jugadores como Roberto Carlos Cortés, Francisco Wittingham, Adolfo "El Tren" Valencia, Jhon Mario Ramírez y el argentino Héctor Núñez. En cuanto al torneo, el Poderoso realizó una buena campaña, terminando tercero en la reclasificación con 93 puntos en 50 partidos disputados y clasificando a los cuadrangulares semifinales. En dicha instancia quedo segundo, solo superado por el Once Caldas que tenía 0.50 puntos de ventaja, pero en la retina del hincha rojo quedó el buen fútbol que mostró el equipo a lo largo de la temporada y la recuperación después de tres años nefastos directivamente.
En 1999 fue subcampeón del torneo finalización ante Atlético Nacional. El partido de ida queda empatado sin goles y el partido de vuelta queda 1-0 a favor de Nacional. En este año pasaron por el club jugadores de alto renombre como René Higuita (ídolo de Nacional que solo jugó el Torneo Apertura) e Iván René Valenciano (que llegó a partir del Torneo Finalización).

### Años 2000
En el torneo del 2000 el equipo empezó muy bien en las primeras fechas, incluso peleando los primeros lugares de la tabla, pero tuvo una caída a partir de la fecha 11 del campeonato y con muchos altibajos después se mantuvo alejado del descenso. Terminó el torneo en el puesto once de la reclasificación con 53 puntos. A raíz de esto, Mario de J. Valderrama renuncia al cargo de presidente de la institución. En este año empezaría a jugar en el equipo un futuro goleador histórico, Jorge Horacio Serna.
En 2001el club cambia de dirigencia, nombrando como Presidente a Javier Velásquez y Gerente a Libardo Serna. En cuanto al torneo, este sería el último campeonato largo que se realizaría en Colombia. A lo largo de la temporada el equipo demostró muy buen fútbol, bajo la dirección técnica de J.J. Pelaez y con jugadores muy jóvenes con edad promedio de 22 años como David Montoya, Carlos Andrés Vasquez, Amaranto Perea, Andres Orozco, Carlos "El Chumi" Álvarez y el goleador del torneo con 29 goles, Jorge Horacio Serna; esto generaba especialmente en el Torneo Apertura que la asistencia a los partidos del Poderoso fuera la mejor del país, con un promedio de 35.000 personas por partido. El equipo finaliza octavo en la fase de todos contra todos con 63 puntos, arrebatándole la clasificación a Nacional, debido a que tras un empate en puntos su mejor diferencia de gol le dio paso a los cuadrangulares semifinales, en el Grupo B clasifica a la gran final con 11 puntos y que jugaría contra el América de Cali, pero pierde ambos partidos de la serie (0-1 y 2-0). 

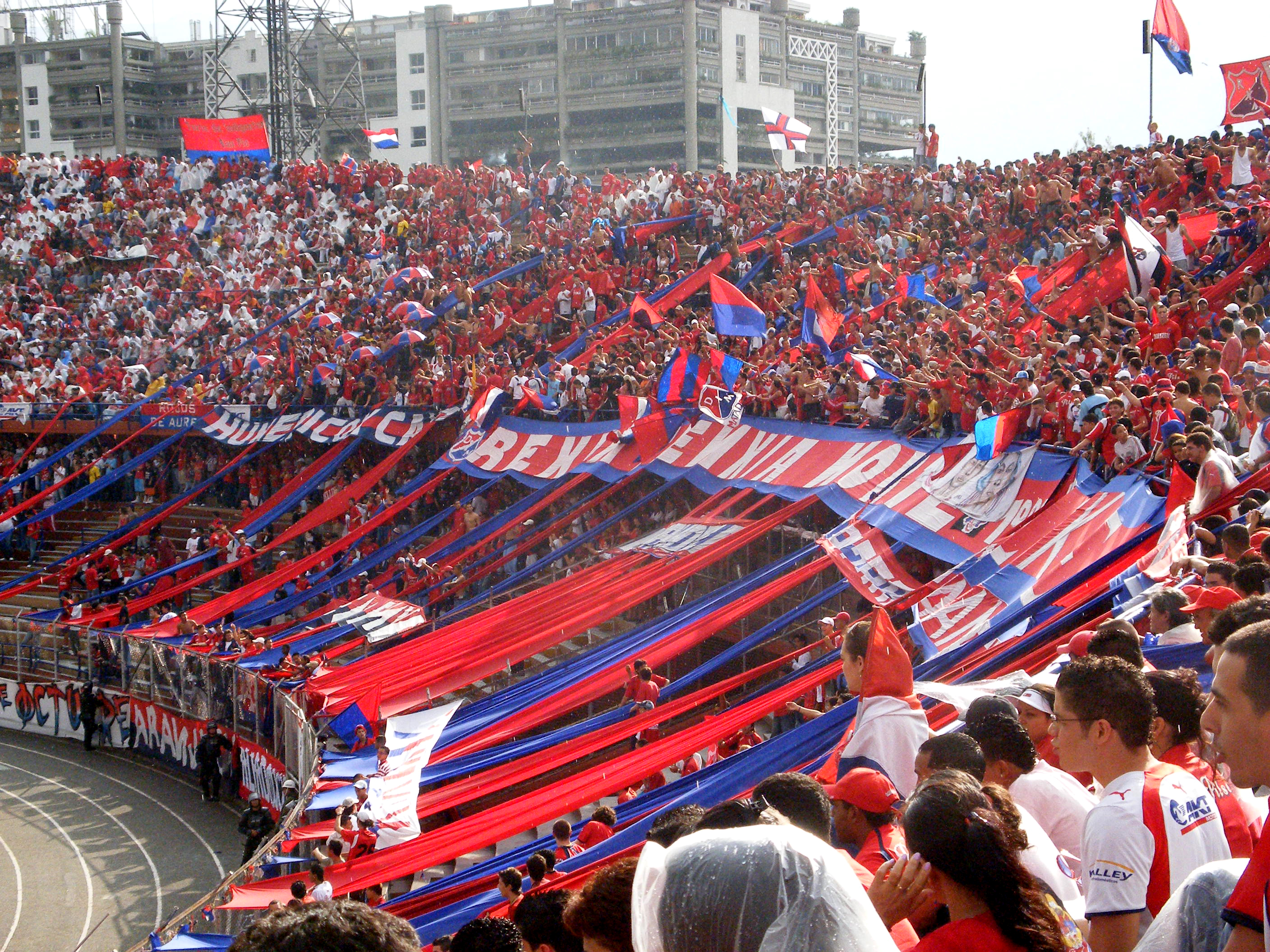
Rexixtenxia Norte en el Estadio Atanasio Girardot.

### 2002: La Tercera Estrella tras 45 años de espera
En 2002el campeonato se empieza a disputar mediante torneos cortos. En el Torneo Apertura, el equipo no tuvo un buen performance y terminó en el puesto 16 con 21 puntos. Para el Torneo Finalización Juan José Pelaez pasa a ser Mánager del equipo y a la dirección técnica llega Reinaldo Rueda, en cuanto a jugadores el goleador Jorge Horacio Serna pasaría a jugar en el Como de Italia, pero llegaban a reforzar al club jugadores que quedarían en la historia Roja como Mauricio Molina, Malher Tressor Moreno, William Vasquez Chacón y el debut de David González como arquero titular del equipo.
Las cosas no empezaron bien, de los 10 partidos que dirigió Rueda se ganaron 3, se empataron 3 y se perdieron 4. Su último partido lo dirigió frente a Santa Fe (0-0) dejando el equipo en la casilla trece de la tabla. A raíz de estos resultados, de la exigencia de los hinchas y de una oferta aceptada para dirigir a la Selección Colombia Sub-20, Rueda deja la dirección técnica y lo reemplaza Víctor Luna quien debutó contra Once Caldas (2-2) en la ciudad de Medellín en la fecha once del torneo. Asciende del puesto trece hasta el tercer puesto de la tabla en una notable reacción. 
Medellín había finalizado como tercero en la fase todos contra todos con 35 puntos y le correspondió jugar el cuadrangular “A” con Cali, Bucaramanga y Tolima. El equipo cayó con Bucaramanga en la primera fecha, en el minuto 48’ del segundo tiempo, en un resultado a todas luces injusto. Empató en la segunda jornada con Tolima (1-1) en la capital de la montaña, vence al Deportivo Cali (0-1) en el partido más importante de la serie con un gol desde 35 metros de Tressor Moreno, en la revancha empatan en Medellín (1-1) y sendos triunfos frente a Bucaramanga (1-0) y Tolima (1-3) le dieron el paso a la final.
El primer juego de la final contra Deportivo Pasto se disputó el miércoles 18 de diciembre. El equipo ganó 2-0 y aunque no se jugó bien, sobraron ganas. El Poderoso anotó tempranamente al minuto 7 gracias a Robinson Muñoz. Pasto no se encerró y afortunadamente el gol de Medellín llegó rápido y cambió todo. El partido lo aseguró el poderoso mediante un auto gol de Julio César Valencia a los 20 minutos del segundo tiempo. 
El partido de vuelta se jugó el domingo 22 de diciembre, un día que quedaría marcado en el corazón del hincha rojo. Se logró el 3er título mediante un golazo de Mauricio Molina de tiro libre a los 28’, el rival empataría el encuentro con gol de Walter Escobar a los 57’ pero la serie quedaría 3-1 para el Medellín. Se terminaba una sequía de 45 años sin títulos, finalmente el Poderoso volvía a lo más alto. Esto desató una celebración inolvidable para los hinchas rojos, con fiestas en diferentes puntos de la ciudad y extendiendo la celebración hasta el día siguiente (siendo declarado día cívico por el alcalde de Medellín de ese entonces, Luis Perez), donde los jugadores, cuerpo técnico y dirigentes realizaron una caravana en carro de bomberos desde el Aeropuerto Olaya Herrera hasta el Estadio Atanasio Girardot, donde el club realizó la tan esperada vuelta olímpica frente a su gente.
Algunos de los artífices de esta gesta heroica fueron, Víctor Luna (DT), David González, Ricardo Calle, Luis Amaranto Perea, Andrés Felipe Orozco, Róbinson Muñoz, Juan Fernando Leal, Edgar Carvajal, John Alexander “El Conejo” Jaramillo, William Vásquez Chacón, Malher Tressor Moreno, David Fernando Montoya, John Javier “Choronta” Restrepo, Mauricio Alejandro Molina, Roberto Carlos “Choto” Cortés, entre otros.
Un grupo de jóvenes con promedio de 23 años, que hacía tres años trabajan juntos lograron la tercera estrella para el poderoso. Justo premio para un equipo que los últimos años había hecho las cosas bien, tercero en 1999, segundo en 2001 y primero en 2002-II. Además jugará la Copa Libertadores por tercera vez.

- Nómina campeona Torneo Finalización 2002: Luis Amaranto Perea, Roberto Carlos Cortés, Édgar Carvajal, Andrés Acevedo, David González, Agustín Julio, Andrés Orozco, Eder Ricardo Steer, Agostinho, Heriberto Velandia, Eliécer Díaz Maturana, Juan Fernando Leal, Malher Tressor Moreno, Juan David Moreno, César Valoyes, Ricardo Calle, Alexander Jaramillo, Nicolás Torres, William Vásquez, John Javier Restrepo, Andrés Felipe Rodríguez, Mauricio Molina, Jair Benítez, Róbinson Muñoz, David Montoya, Jairo Serna, Diego Álvarez. D.T.: Víctor Luna Gómez.

En 2003 se volvía a la Copa Libertadores de América, después de 9 años. Medellín compartiría grupo con Boca Juniors, Colo Colo, Barcelona. El primer partido sería contra Boca en Buenos Aires, el claro dominador del partido fue el equipo rojo. Boca abrió el marcador, pero al minuto 78 de juego, el Medellín tuvo la opción de empatarlo con un apena máxima que desperdició Tressor Moreno. Posteriormente vendría el segundo y definitivo gol de los locales. El segundo partido fue en Medellín ante el Barcelona, que con un gol de "Choronta" Restrepo el Medellín se quedó con sus primeros tres puntos. Posteriormente el equipo viajó a Santiago para enfrentarse a Colo Colo, partido que quedó 2-1 a favor del local. Medellín y Boca Juniors se verían las caras nuevamente, esta vez en el Atanasio Girardot, donde un gol agónico de David Montoya al minuto 89 le dio los tres puntos al poderoso. Ante Barcelona en Guayaquil, el equipo rojo mostró su gran categoría, ganándole 4-2, con goles de Tressor Moreno (2), Mauricio Molina y David Montoya, con este marcador el equipo ya pasaba a segunda fase, faltando un partido en condición de local. El último partido de la fase de grupos fue contra Colo Colo en Medellín, el cual quedó 2-0 a favor del Medellín, los dos goles fueron obra del goleador Jorge Horacio Serna. Esto más el empate entre Boca Juniors y Barcelona, dejaban al Medellín en la punta del grupo. En octavos de final el equipo se cruzaría con Cerro Porteño de Paraguay, donde el primer partido, en condición de visitante lo ganaría el Medellín, con un gol de David Montoya. En el Atanasio Girardot sería Cerro quien saldría victorioso, yendo así a la definición por penales, donde el arquero del DIM, David González sería figura al atajar dos cobros, para que su equipo pasara a cuartos. Gremio de Porto Alegre sería el rival de Medellín en cuartos de final. El primer partido fue en Porto Alegre, donde el equipo mostró una gran jerarquía empatando 2-2 con goles de "Mao" Molina y Montoya, y acorralando al rival en su propio arco. Como local el equipo rojo abrió la cuenta por medio de Jorge Horacio Serna, luego empataría Gremio, y sobre la hora, sería William Vásquez Chacón quien se encargaría de dejar el marcador 2-1 a favor del DIM, quien se enfrentaría en semifinales al Santos de Robinho, Diego, Elano y compañía.El primer partido contra Santos se llevó a cabo como visitantes, donde Nene le dio los tres puntos al equipo local en un partido que tenían más que enredado. En condición de local, y con un marco impresionante de público, el poderoso se fue por arriba del marcador en los primeros minutos, con un gol de Tressor Moreno. Pero no tardaría en llegar el empate de los brasileros y posteriormente, al minuto 61 el 2-1 a favor de los visitantes. Víctor Luna movió sus fichas, y el equipo hizo lo que le tocaba, salir a matar o morir, y fue así que llegaría el empate de Mao Molina al minuto 80, pero en un contraataque del equipo visitante en los últimos minutos pondría el 2-3 definitivo, terminando con las esperanzas del equipo rojo, que salía con lágrimas en los ojos pero aplaudido y con más de 53.000 hinchas cantándole y agradeciéndole la excelente presentación. 
En el Campeonato Colombiano de la Temporada 2003 en el Torneo Apertura queda eliminado en el Todos contra Todos al quedar décimo con 25 puntos uno menos que el noveno y también eliminado (Atlético Huila) y el octavo y Séptimo clasificados (Deportivo Pereira y Unión Magdalena). En el Torneo Finalización queda cuarto con 28 puntos y en los cuadrangulares semifinales del Grupo B queda último siendo superado por los equipos Deportes Tolima, Atlético Junior y Atlético Nacional.

### 2004: La Cuarta Estrella en la final paisa
El Torneo Apertura 2004 sería otro torneo que quedaría marcado en la historia del club, ya que le ganaría a su rival de patio el campeonato manteniendo la base de los jugadores que quedaron campeones dos años atrás más la llegada de refuerzos con mucha experiencia como Neider Morantes, Rafael Castillo, Carlos Córdoba y Camilo Giraldo. Adicional a esto, el ascenso al equipo profesional de juveniles canteranos como Jhann Carlos Lopez, Jamell Ramos y Cesar Valoyes. 
Al inicio del torneo estuvo al frente del equipo Jaime “El Flaco” Rodríguez, quien permanece invicto en las cuatro primeras fechas del torneo con dos victorias y dos empates, pero en las 4 fechas siguientes no vuelve a ganar y la Junta Directiva resuelve entregarle el equipo a Pedro Sarmiento en la novena fecha debutando con una derrota en el clásico frente a Atlético Nacional (0-2). El equipo tiene una notable reacción a partir de la décima fecha, obtiene 6 victorias (incluida un clásico 0-2 frente a Nacional), un empate y dos derrotas para terminar en la sexta posición y conseguir la clasificación a la serie semifinal en la última jornada. 
Le corresponde el Grupo B con Once Caldas, Deportivo Cali y Bogotá Chicó. Golea a Once Caldas en Medellín (4-0) y al Deportivo Cali en el Pascual Guerrero (0-3), pierde los dos partidos con Bogotá Chicó, en Medellín (1-2) y en Bogotá (3-2), le gana luego al Once Caldas en Manizales (0-2) y empata con el Deportivo Cali (3-3) en el minuto final con gol de César Valoyes en el Atanasio Girardot para clasificarse angustiosamente a la gran final del campeonato contra el rival de plaza, Atlético Nacional.
El primer partido de la final fue el 24 de junio, el Medellín terminaría el partido con un hombre menos, ya que John Wilmar “La Pelusa” Pérez saldría expulsado al minuto 65, pero el partido terminaría a favor del DIM 2-1, con goles de Jorge Horacio Serna al minuto 12 del segundo tiempo y de Rafael Castillo al minuto 41 del segundo tiempo. La serie se definiría el 27 de junio, ante un agónico empate el marcador quedaría 0-0, siendo así, se coronaria campeón el Deportivo Independiente Medellín.

- Nómina campeona Torneo Apertura 2004: David González, Ricardo Calle, Jhann Carlos López, Heriberto Velandia, Jair Benítez, Jaime Castrillón, Alexander Jaramillo, Camilo Giraldo, Néider Morantes, John Angulo, Jorge Horacio Serna. Suplentes: Bayron Garcia, Carlos Córdoba, Jamell Ramos, John Wilmar Pérez, César Valoyes, Rafael Castillo, Ferley Villamil. D.T.: Pedro Enrique Sarmiento.

Luego, en el Torneo Finalización 2004, clasifica sexto en el todos contra todos y en los cuadrangulares queda tercero del grupo B detrás de Atlético Junior y Deportivo Cali, nada más superando a Atlético Bucaramanga. 
En el Torneo Apertura y Torneo Finalización de 2005 clasifica a los cuadrangulares pero no logra llegar a la final en ninguno de los casos. En este año juega la Copa Libertadores, donde queda primero del Grupo 1, superando a los equipos Atlético Paranaense de Brasil, Libertad de Paraguay y al América de Cali; en octavos de final queda eliminado por Banfield de Argentina. En el torneo finalización de 2006 queda segundo en el todos contra todos con 32 puntos y en los cuadrangulares queda segundo, siendo superado por un punto por el Cúcuta Deportivo, eventual campeón. En este año juega la Copa Sudamericana, donde queda eliminado por el Deportes Tolima. En el torneo apertura de 2007 queda sexto del todos contra todos y en los cuadrangulares queda cuarto del grupo B. En el torneo apertura 2008 el poderoso quedó cuarto en el todos contra todos con 29 puntos y en los cuadrangulares quedó segundo del Grupo B, siendo superado por un punto por el Boyacá Chicó, eventual campeón.

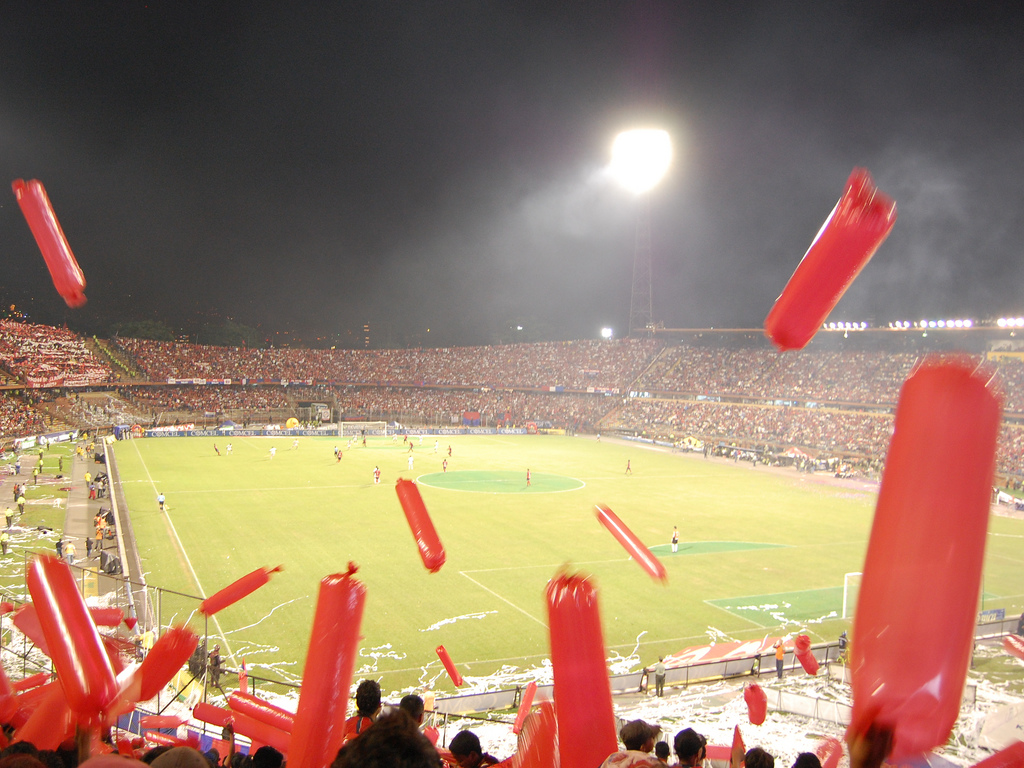
Hinchas del DIM oficiando de local en la final del fútbol colombiano en 2008 frente al América de Cali.

En el (torneo finalización 2008), con un excelente plantel, entre ellos el arquero paraguayo Aldo Bobadilla y John Javier “Choronta” Restrepo, el equipo rojo pasó a la final contra el América de Cali. El primer partido de la final fue en Medellín, donde el poderoso cae 1-0 ante su rival. El partido de vuelta estaba pactado para el domingo siguiente, donde el equipo buscaría remontar el marcador adverso. El poderoso se iba por encima del marcador por un tanto anotado por el goleador Diego Álvarez; desafortunadamente, no fue suficiente, ya que el cuadro americano ganaría el compromiso con un contundente 3-1.

### 2009: La Quinta Estrella
En el Torneo Finalización 2009 el quinto título del rojo de la montaña se presentó en el segundo semestre del año.
En la fase de todos contra todos, el Independiente Medellín clasificó primero con 38 puntos, luego de doce victorias en 18 partidos. El club antioqueño clasificó con varias fechas de anticipación a los cuadrangulares. Entre tanto, el Atlético Huila fue líder del campeonato durante ocho jornadas, cediéndole la posición de privilegio al Independiente Medellín. Finalmente, los dirigidos por Guillermo Berrío avanzaron a la semifinal al ocupar el tercer lugar clasificatorio con 30 unidades.
En la fase semifinal, Independiente Medellín se ubicó en el Grupo A junto a Atlético Junior, Deportivo Pereira y Real Cartagena. El equipo dirigido por Leonel Álvarez clasificó con una fecha de anticipación a la final, luego de vencer 2:1 al Atlético Junior en Barranquilla con dos goles del centrocampista Luis Fernando Mosquera.
Por su parte, el Atlético Huila quedó en el Grupo B, junto a Santa Fe, Atlético Nacional y Deportes Tolima. En la última jornada, con dos tantos de Iván Velásquez, el club de Neiva avanzó a la final tras golear a Santa Fe 4-1.
En los cuadrangulares Medellín fue cabeza de serie ubicado en el Grupo A donde clasificó anticipadamente con un total de 14 puntos lo que le dio derecho a disputar la gran final del Torneo Finalización contra el Atlético Huila.
El partido de ida se disputó en Neiva, donde el poderoso saco ventaja con un gol sobre el final del partido del goleador Jackson Martínez, y en Medellín empatando a dos goles con anotaciones de Jackson Martínez y Luis Fernando Mosquera se alzó con el campeonato por marcador global 3-2.
Cabe destacar que Leonel Álvarez dirigió su primer torneo en primera división logrando el título, y que Jackson Martínez rompió el récord de goles en torneos cortos con 18 anotaciones superando así las 17 de Léider Preciado. Este récord permanecería vigente hasta el primer torneo de 2016 en el que el jugador del Cortuluá, Miguel Ángel Borja, nacido en Tierralta, Córdoba, marcaría 19 dianas.

- Nómina campeona Torneo Finalización 2009: Aldo Bobadilla, Brayan López, Ricardo Calle, Samuel Vanegas, Leiton Jiménez, Juan David Valencia, Andres Mosquera, Andrés Felipe Ortiz, Elkin Mosquera Moreno, Hernán Pertúz, Juan David Muriel Cruz, César Alexander Quintero Jiménez, Luis Tipton, John Javier Restrepo, Juan Esteban Ortiz, Javier Calle, Luis Fernando Mosquera, Roger Cañas, Giovanny Alexander López, Juan Esteban López, Jonathan Andrés Cueto, Yorleys Mena, Jackson Martínez, Luis Carlos Arias, Felipe Pardo, César Rivas, César Valoyes, Yeisson Alexander Rentería, William Arboleda, Brunet Francisco Hay, Rafael Arlex Castillo. D.T.: Leonel Álvarez.

YoungLegend

Esta época fue la más triunfadora del Independiente Medellín hasta hoy. Al disputarse desde el 2002 dos torneos por año y el Independiente Medellín llevarse los campeonatos 2002-II, 2004-I, 2009-II y obtener dos subcampeonatos en el 2001 y 2008-II. Sin dejar atrás las participaciones en Copa Libertadores en el 2005, 2009 y su grande y merecido tercer lugar en la Copa Libertadores 2003.
En esta época de grandes triunfos rojos Se destacaron jugadores como: David González, Roberto Carlos Cortés, John Javier Restrepo, Luis Amaranto Perea, Ricardo Calle, David Montoya, Mauricio Molina, Tressor Moreno, Rafael Castillo, Jackson Martínez, Luis Fernando Mosquera y Aldo Bobadilla de la mano de técnicos triunfadores como: Víctor Luna Gómez, Pedro Sarmiento y Leonel Álvarez.

### Años 2010

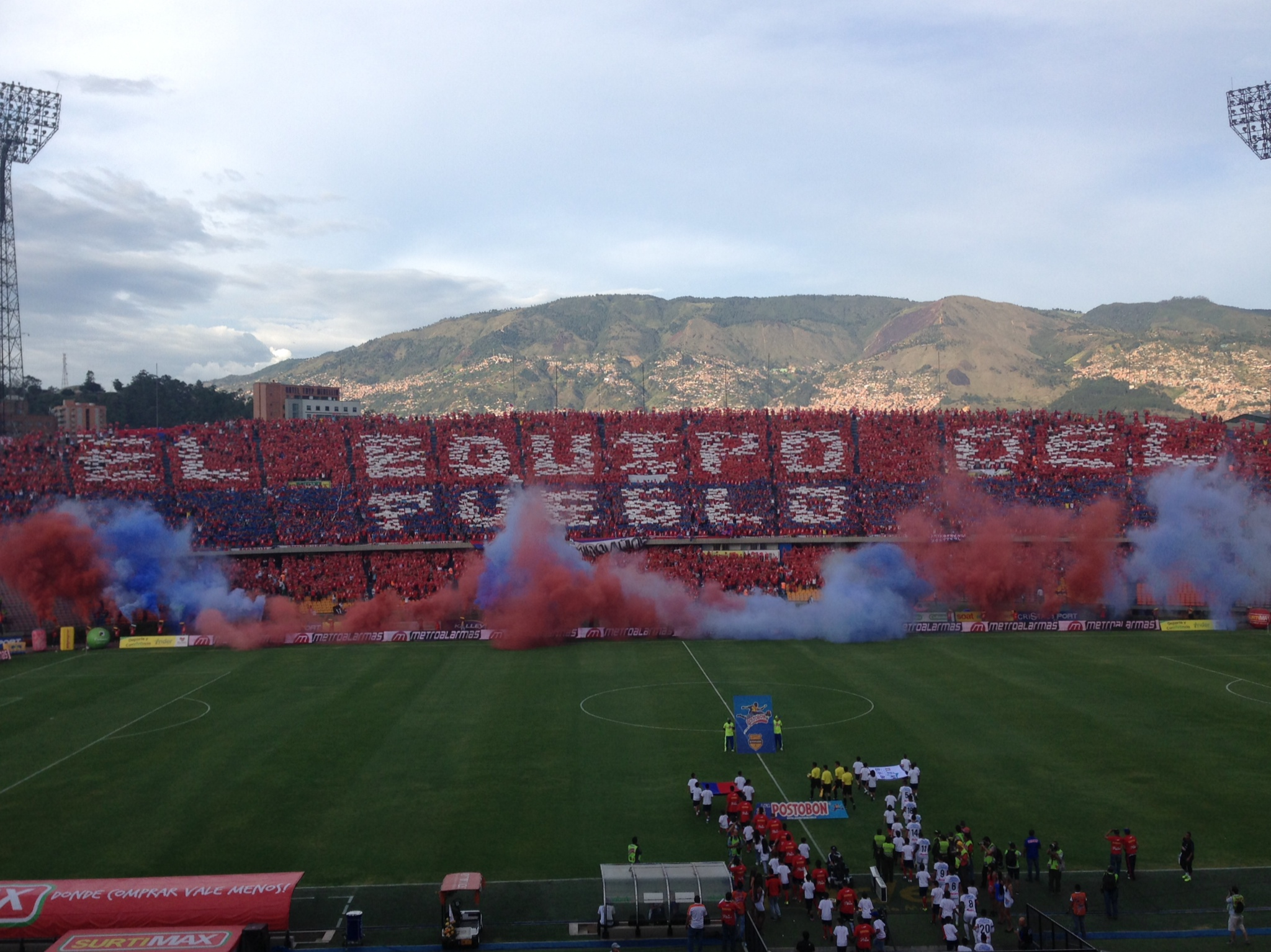
El Equipo Del Pueblo.

En 2010, en el Torneo Apertura con la dirección técnica de Leonel Álvarez logra clasificar a las semifinales del torneo, siendo eliminado en esa misma instancia. Para el segundo semestre, luego de la partida de Álvarez, Édgar Carvajal toma el mando del equipo pero no logra el objetivo de clasificar a los cuadrangulares semifinales.
En 2011 el equipo bajó su nivel y tampoco logró clasificar a los cuadrangulares semifinales en ninguno de los dos torneos(Apertura y Finalización), los malos resultados se hicieron presentes, sumándole a esto la mala administración del entonces presidente Jorge Osorio Ciro, estos factores fueron claros detonantes para lo que es llegar al 2012 con muy bajo promedio en la tabla del descenso.
En 2012 llega Hernán Darío Gómez a la dirección técnica, para intentar solucionar los problemas deportivos y administrativos que poseía el equipo, librando una lucha por el tema de promedios y descenso debido a las malas campañas realizadas durante los anteriores torneos. En el Apertura tras uno de los peores campeonatos de su historia, queda en la ubicación 16º sumando tan solo 17 puntos, a tal punto que los hinchas salieron a las calles a manifestar el descontento total con los directivos y los propietarios del club. Al finalizar el primer semestre la dirigencia comandada por el presidente Jorge Osorio Ciro da un paso al costado y el club cambia de cabeza, nombrando como presidente a Julio Roberto Gómez. Para el Finalización comienza una nueva 'era' dirigencial y se contratan 15 jugadores, con la expectativa de hacer un muy buen torneo, recuperar la identidad del club y lograr hacer el equipo llamativo para su venta. Después de un largo proceso, el 4 de diciembre de 2012 se anuncia la venta de la parte mayoritaria de las acciones del club a una sociedad llamada "El Equipo del Pueblo S.A." comandada por Sergio Betancur, dejando atrás la terrible gestión de "Sueños del Balón S.A." Contra todo pronóstico, Medellín clasifica a los cuadrangulares del Torneo Finalización 2012 en la séptima posición con tan solo 26 puntos, le toca en el "Grupo B" junto con La Equidad como cabeza de grupo, Itagüí y Atlético Nacional, el equipo logra un buen desempeño en el grupo y en la última fecha ante Itagüí, con un agónico gol de su juvenil debutante Ray Vanegas, logra su paso a la finalísima del torneo, la cual disputaría contra Millonarios, y tras un empate 0-0 como local y un 1-1 de visitante, se definiría desde lanzamientos desde el punto penal, donde el equipo capitalino vencería por 5-4.
En 2013 se celebraron sus 100 años como equipo deportivo de fútbol. Con Hernán Darío Gómez como técnico del equipo, trató de hacer una buena campaña como en el Finalización 2012 pero el equipo sufrió una caída enorme, llegando a los últimos puestos del descenso. Sale del mando Hernán Darío Gómez y llega Óscar Pérez y sus buenos resultados se empezaron a sentir en la afición, a este técnico le fue bien en el poco tiempo que dirigió el equipo, no alcanzó su clasificación a la Liga Postobón(Apertura y Finalización), pero si a la Copa Colombia.
En el Segundo Semestre Óscar Pérez es destituido por malos resultados, y sería reemplazado por Pedro Sarmiento, un viejo conocido, pero tampoco contó con mucha suerte, pues el equipo no se clasificaría a cuadrangulares.
Para 2014, ya con nuevo presidente (Eduardo Silva Meluk), el poderoso busca un nuevo rumbo tratando de llegar de nuevo a la gloria, lastimosamente el trabajo de Sarmiento no daría frutos, por lo que se decide rescindir su contrato, dándole llegada a Hernán Torres, quien en su época de jugador pasó por el equipo del pueblo. Los resultados tampoco llegaron con Torres al mando, y tampoco se logró la clasificación en el Torneo Apertura a segunda ronda por tercera vez consecutiva desde aquella final de 2012-II en donde el propio Hernán fuese aquel DT rival.
Para el segundo semestre el equipo prescinde de jugadores como Amílcar Henríquez, Giovanni Hernández, Yulián Mejía, entre otros, tratando de encontrar un equilibrio tanto deportivo como económico, presentando el proyecto "Todos en uno" en el que se busca que el estadio se llene durante los juegos de local del equipo, logrando una gran respuesta de los hinchas, vendiendo el total de los abonos que se tenían previstos, por el precio realmente tan bajo que cualquier hincha podría acceder. Tras una pretemporada exitosa, disputó sus primeros cuatro encuentros de Copa Postobon, consiguiendo 10 puntos de 12 posibles, venciendo a Jaguares 2-1, a Nacional por el mismo marcador, a Deportivo Rionegro 0-1 y logrando un empate 2-2 ante las Águilas Doradas y en segunda ronda fue eliminado por el Deportes Tolima. Mientras tanto, en la Liga Postobon II trata de clasificarse primero en su cuadrangular para obtener el "punto invisible" que sirve en caso de desempate, y con el objetivo puesto en ser uno de los finalistas que disputen el título del segundo semestre. Logró clasificarse a la gran final del torneo contra Santa Fe con 2 fechas de anticipación, perdiéndola con el club rojo de la capital colombiana.
Para el Torneo Apertura 2015 se contratan muy buenos jugadores para suplir la salida del goleador Germán Cano, se traen refuerzos como Juan Fernando Caicedo, Hernan Hechalar y Juan David Pérez, también grandes porteros como Anthony Silva y el regreso de David González, El equipo responde bien, juega bien y obtiene resultados, pero luego empieza a decaer y terminan por echar a Hernan Torres, allí traerían a un viejo conocido, Leonel Álvarez, que lleva al equipo a clasificarse en los 8 enfrentando así a Junior y Tolima en Cuartos y Semifinales respectivamente y se lograba meter a la final de nuevo, Pero esta vez tampoco tuvieron suerte y perdieron la final ante el Deportivo Cali.
Para el segundo semestre, el equipo se reforzó muy bien y luchó siempre en los primeros puestos de la tabla, llegando así a jugar la semifinal frente a Atlético Nacional, en la cual caería por 2-1 en el global.

### 2016: El año de la Sexta
En el Torneo Apertura 2016 se traen pocos refuerzos pero de mucho nombre. Uno de ellos es el gran ídolo Mauricio Molina, que regresó al equipo para ser campeón. Al final del todos contra todos, Medellín terminó en el primer lugar con 39 puntos, superando a Nacional que queda segundo. En cuartos de final, se enfrentó al Deportivo Cali, logrando superar esta fase por 3-2 en el global y juega la semifinal frente al Cortuluá. Luego de un empate en el global (3-3), asegura el pase a la final tras una larga tanda de penaltis que finaliza 8-7 para el rojo y con una atajada en el último penal de David González. El 19 de junio, tras empatar en el partido de ida de la final contra Junior (1:1), se consolidan campeones al vencer en el partido de vuelta (2:0) con doblete de Christian Marrugo, obteniendo así su sexto título en el torneo nacional.

- Nómina campeona Torneo Apertura 2016: David González, Luis Erney Vasquez, Andres Mosquera, Hernán Pertúz, Juan Camilo Saiz, Matias Cahais, Daniel Torres, William Parra, Luis Tipton, Sebastián Macías, Marlon Piedrahíta, Elacio Córdoba, Juan David Cabezas, Didier Moreno, John Hernández, Ever Valencia, Mauricio Molina, Christian Marrugo, Hernán Hechalar, Luis Carlos Arias, Juan Fernando Caicedo, Faider Burbano, Leonardo Castro, Johan Arango, Diego Herazo, Juan Felipe Santa, Jhohan Romaña, Cristian Echavarría, Eduard Atuesta, Octavio Patiño, Mauricio Armero, D.T.: Leonel Alvarez

Youglegend

En el segundo semestre de ese mismo año, el equipo afrontaria 3 torneos, Copa Águila, Liga y volvería a un torneo internacional luego de 7 años y jugaría la Copa Sudamericana, El equipo no se reforzó como se esperaba y ese equipo campeón no se vio en ningún lado, Aunque en la Liga estaban de primeros en varias fechas, En Copa Águila llega a los cuartos de final, en los cuales el Atlético Junior lo vencería. Pero en Copa se logra avanzar hasta cuartos de final también dejando atrás rivales como Universidad Católica, Santa Cruz, Sportivo Luqueño y caería frente a Cerro Porteño por 2-0 en el global. Luego de esto, el equipo sufre una gran decaída y no logra buenos resultados en Liga, Quedando eliminados contra Santa Fe en Cuartos de final, En este semestre pesó no haber traído más refuerzos ya que sus directivos no consideran esto tan necesario, Elkin Congote, Gerente Deportivo dijo una famosa frase que pasaría después "Para que 30 jugadores si solo juegan 11" los hinchas disgustados piden la renuncia de este señor y a los pocos días renuncia, Al fin del año le informan a Leonel que no seguiría en el equipo por supuestos malos resultados y malas relaciones internas.
El conjunto rojo despidió la década con un nuevo título oficial de campeón. Esta vez, se alzó con la Copa Colombia 2019, lo cual significó el segundo. título de Copa en su historia. En octavos de final el Medellín eliminó al Millonarios, ganando 2-1 el partido de ida en el Atanacio Girardot, e igualando 2 a 2 en la revancha en El Campín. En los cuartos de final, doblegó al Once Caldas: fue 3 a 2 en la ida para el Medellín, y un nuevo triunfo, esta vez 1 a 0 en la vuelta, en Manizales. En las semifinales, el "poderoso de la montaña" dejó en el camino al Deportivo Pasto, a quien derrotó 2 a 1 en Ipiales en la ida, y lo volvió a vencer 3 a 2 en la vuelta, jugada en el Atanacio. En la final del torneo el rojo derrotó al Deportivo Cali. En la ida, disputada en Palma Seca, El DIM rescató un valioso empate 2 a 2. En el juego de vuelta, ante un Atanasio Girardot lleno, el Medellín ganó 2 a 1, y obtuvo así un nuevo título oficial de campeón de la mano del DT Aldo Bobadilla. El goleador del rojo en este campeonato fue Germán Cano, con 6 anotaciones en toda la Copa.

### Años 2020
En el año 2020 producto de la pandemia por covid19 solo se realizaría un campeonato, en el cual "el poderoso" de la mano de Hernán Darío Gámez no haría una buena campaña quedando 14avos ha 12 puntos de entrar al grupo de los 8, sin embargo en la Copa Colombia 2020 haría una buena actuación que culminaría con su tercer título de Copa Colombia. En octavos de final derroto de visitante al Deportivo Pereira, en cuartos de final derroto de local al Junior, en la semifinal disputada de visitante ante Deportes Quindío con un solitario gol de Matias Mier al minuto 15 logró que el rojo se clasificara a su segunda final de copa consecutiva, la final sería ante Deportes Tolima, en este partido se implemento el primer protocolo de regreso a los hinchas a los estadios de Colombia, 30 personas aficionadas del decano fueron a acompañar a su equipo, el marcador del partido lo abrió Matías Mier al minuto 20, sin embargo en el 90+1 Anderson Angulo mandaba la final a los tiros desde el punto penal, Medellín acertó todos sus tiros y por parte de Deportes Tolima fallo José Guillermo Ortiz con este resultado Medellín se convirtió en campeón de la Copa Colombia 2020 y le sirvió para clasificarse a la copa Sudamericana 2022
Al año siguiente el club tendría malos resultados deportivos destacando que nuevamente no lograría entrar al grupo de los 8 en ninguno de los 2 semestre, por lo cual en septiembre de ese año Hernán Darío Gámez es cesado como técnico y es contratado el DT Julio Avelino Comesaña
Por haber ganado la Copa Colombia 2020 Medellín pudo disputar la Copa Sudamericana donde fue emparejado en el grupo e junto con Guaireña, 9 De Octubre e Inter de porto Alegre, Medellín terminó tercero del grupo con 5 puntos solo pudiendo ganar un partido ante 9 De Octubre,
En la liga apertura 2022 el Medellín logra clasificar al grupo de los 8, después de 5 semestres seguidos sin poder hacerlo, en la segunda fase es emparejado en el grupo B junto con Envigado, La Equidad y Deportes Tolima. Medellín termina 2.º de grupo con 11 puntos, ha 2 de la clasificación a la final, la cual hubiera sido la segunda final paisa puesto que el otro finalista y posterior campeón fue Atlético Nacional.
Para la liga finalización 2022 se contrata a David González si bien el equipo no inicia muy bien la liga, el poderoso empezó a cosechar buenos resultados tras ganar después de 4 años y 13 partidos el clásico paisa, esto le sirvió para entrar al grupo de los 8, en el todos contra todos de esa temporada se destaca que debido a un paro armado decretado por el Clan Del Golfo, Medellín se negó a presentarse en el estadio de Jaraguay ante Jaguares De Córdoba por lo cual la Dimayor resolvió darle la victoria por Walkover a Jaguares de Córdoba, Medellín no perdía de esta forma desde 1950. En la fase final fue emparejado en el grupo B con Águilas Doradas, Deportivo Pasto y América De Cali, con 11 puntos y con una combinación de resultados en la última fecha Medellín logró clasificarse a la final luego de 4 años sin disputar ninguna final de liga, la cual sería contra Deportivo Pereira quien llegaba a la final por primera vez en su historia, la ida disputada en el Atanasio terminó en empate a un gol, para el rojo marco Diber Cambindo y para la visita marco Leonardo Castro, la vuelta disputada en el Hernán Ramírez Villegas culminaría sin goles en los penales Deportivo Pereira conseguiría su primer título de liga.
Para el torneo finalización 2023, Medellín hizo una buena temporada, quedando segundo en la tabla de posiciones con 39 puntos. Para los cuadrangulares, comparte el Grupo B con Nacional, Millonarios y América, el cual fue denominado como el grupo de la muerte. Pasa a la final en la cual se enfrenta con el Junior de Barranquilla. En la ida comenzó perdiendo por un marcador 3-2. En la vuelta en Medellín, hace un buen partido y, cuando ganaba por dos goles de diferencia, un gol de Vladimir Hernandez sobre el minuto 90 da un giro inesperado y empata la serie, con lo que luego sería derrotado en la tanda de penales.

## Símbolos

### Escudo
Escudos del Club
| Evolución del escudo | Evolución del escudo | Evolución del escudo |
| -------------------- | -------------------- | -------------------- |
| 1913                 | 1997                 | 2013                 |
|                      |                      |                      |

El primer escudo que caracterizó al Deportivo Independiente Medellín data de 1945, similar al de San Lorenzo de Argentina, con una franja diagonal en la mitad que decía «Medellín» y en su parte inferior en un círculo: "F.B.C", que fue el primer nombre que tuvo el club.
En el año 1953 cuando el equipo dejó de llamarse Medellín Foot Ball Club y pasó a llamarse Deportivo Independiente Medellín, se creó un nuevo escudo con el diseño actual, con rojo y azul, y las letras "DIM".
En el año 1997, con la llegada del dirigente Jorge Castillo, el escudo cambió un poco, con la misma forma pero cambiando la "M" por dos montañas que representan la ciudad de Medellín, caracterizada por estas; pero que trae un mal recuerdo para el hincha rojo, ya que por estos años estuvieron cerca de la quiebra. Un año después, en el 1998 recobró vida el tradicional, volvió a ser el mismo escudo de antes, y con sus colores habituales azul y rojo.
Desde el año 2013, luego del centenario de su fundación el DIM mantiene su escudo tradicional azul y rojo, pero agregándole en el borde azul un color oro que simboliza esos 100 años de fundación.

### Barra Rexixtenxia Norte (RXN)
Al igual que la historia del Medellín, la de la Rexixtenxia Norte esta acompañada de inmensas alegrías pero también de profundas tristezas, las cuales no han logrado la desintegración de este grupo de aficionados que se pueden ver, fecha tras fecha, alrededor de todos los estadios del país acompañando su divisa.
El D.I.M. a lo largo de su existencia ha contado con el apoyo incondicional de sus devotos porque más que un equipo de fútbol el medallo es una religión.
Así como en el año de 1914 se dio a conocer al mundo la fundición del hierro, el 14 de abril, del mismo año, se gestó en la capital antioqueña El Medellín Football Club, quien ha sido a lo largo de estos años Patrimonio Cultural de los antioqueños, un Sentimiento Inoxidable.

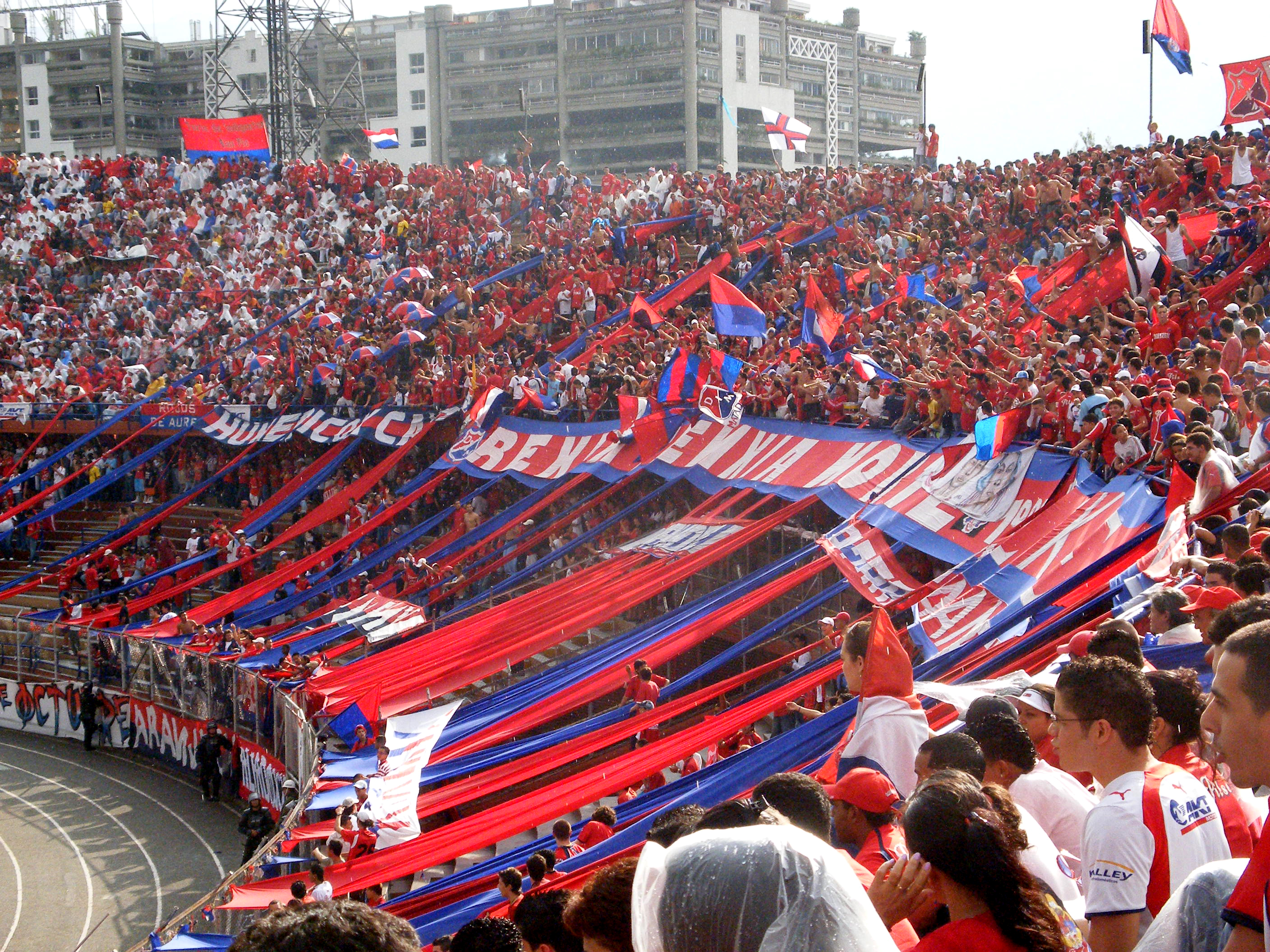
Barra del DIM

### Mascota
FIDEL, así se llama el nuevo integrante del Independiente Medellín que vuelve a tener una mascota tras ODIM, que estuvo en los primeros años de la década anterior.
Así es, un perro es la nueva insignia del rojo de la montaña en los encuentros que dispute el equipo profesional sus partidos del fútbol colombiano en el Atanasio.
Con Fidel, el Poderoso busca acercarse muchísimo más al público, sobre todo a los niños.
Eduardo Silva Meluk, expresidente del rojo, presentó a través de su popular 'Video del Presi' al nuevo integrante de la familia roja, que fue bautizado de esta manera en honor a la hinchada del equipo del pueblo. "Se llama Fidel, porque es más fiel de todos y siempre va a estar con nosotros"

### Uniforme
| 1913 | (Ver evolución) | 2025 |  |

El uniforme del Deportivo Independiente Medellín ha sido de color rojo y azul por tradición, a pesar de que en sus primeras épocas uso una indumentaria a rayas blancas y negras. Actualmente este es diseñado por la marca alemana Adidas, la cual lo viste desde 2022.

## Infraestructura

### Estadio Atanasio Girardot

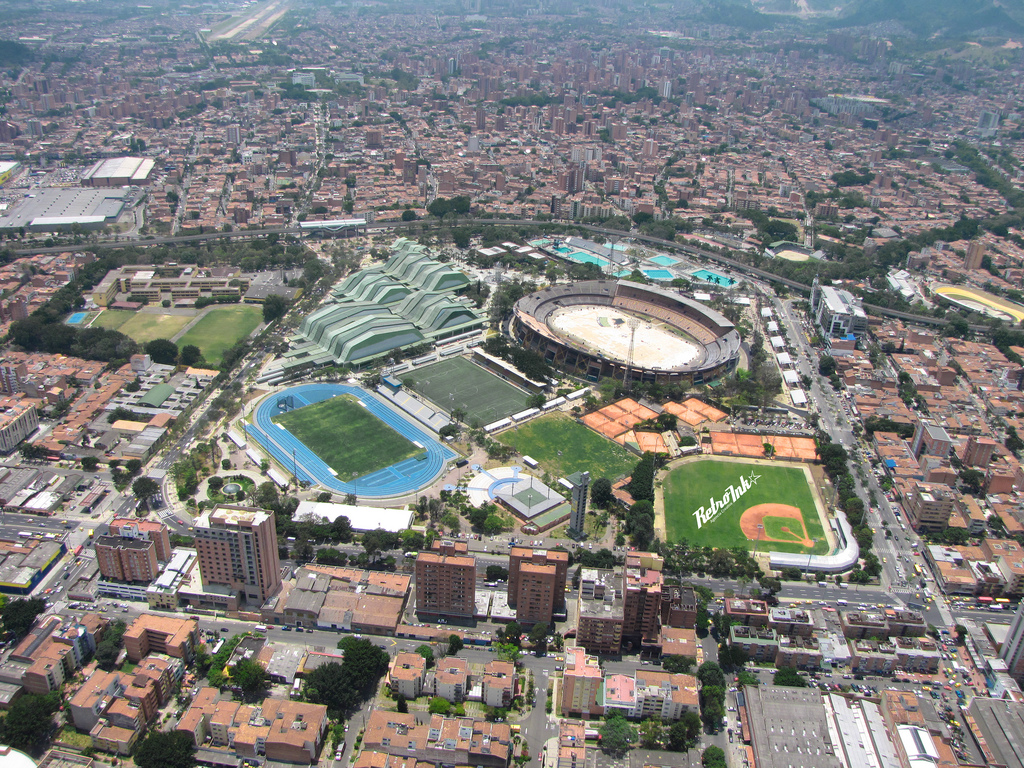
Unidad Deportiva Atanasio Girardot.

En 1953, la ciudad de Medellín por fin tendría un escenario apropiado para el fútbol profesional, con la inauguración del Estadio Atanasio Girardot, contaba en ese momento con una capacidad de 33 mil espectadores, 12 mil de ellos en tribuna cubierta.
El Estadio Atanasio Girardot está ubicado en una de las zonas residenciales más centrales de la ciudad, el Barrio Estadio de la Zona Centro Occidental, en la confluencia de la Avenida Centenario (Carrera 74), nombrada así en honor al Centenario del Club, la avenida 47d "Antonio Roldán", donde a su vez se encuentra el viaducto de la línea B del Metro. El complejo deportivo confluye también con dos de las arterias viales principales del distrito: la Avenida 70 que corre de sur a norte y la Avenida Colombia que corre de oriente a occidente. Contiguo al Estadio están otros centros de primer orden como todo un complejo educativo en su parte este conformado por el Colegio Nacional Marco Fidel Suárez y el Colegio San Ignacio. Al oeste del complejo deportivo se encuentra una exclusiva zona comercial en la cual se encuentra el centro comercial El Obelisco, en el cual son proyectados en pantallas gigantes los juegos que ocurren en el interior del estadio cada semana. Al sur la Estación Estadio que permite un estratégico acceso a otras latitudes del área metropolitana del Valle de Aburrá y al noroeste la IV Brigada del Ejército de Colombia.
El estadio Atanasio Girardot tenía un aforo cercano a los 53 000 espectadores, pero por seguridad y para cumplir la norma de la FIFA que obliga a los estadios a poner asientos en todas sus localidades, la capacidad se redujo a 45 955 espectadores, siendo así el segundo más grande del país.
El Medellín ha disputado cinco finales del campeonato colombiano en este estadio (1957, 2004-I, 2008-II, 2009-II, 2012-II), Torneo Apertura 2015-1 y Torneo Apertura 2016-1 de las cuales ha ganado 4 y perdido 3.
Además de este estadio el equipo jugó en 2011 algunos de sus partidos por la Copa Colombia en el Estadio Municipal de Barbosa del municipio de Barbosa debido a las remodelaciones en el Estadio Atanasio Girardot para su adecuación para la Copa Mundial de Fútbol Sub-20 de 2011.
El Partido de máxima concurrencia tanto del club, como del estadio fue en la semifinal de la Copa Libertadores 2003 contra Santos el 18 de junio, asistieron 53 225 espectadores. Se sabe que para este encuentro se falsificaron mínimo 225 boletas, ya que el DIM puso a la venta 53 000 boletas y entraron al Estadio 225 personas más de lo puesto en venta, esas 225 boletas evidentemente tuvieron que ser falsificadas.

### Sede Deportiva
Actualmente el equipo tiene una sede administrativa ubicada en el Hotel Dann Carlton de Medellín donde ejercen todas sus operaciones los propietarios de El Equipo del Pueblo S. A.
A su llegada deciden adquirir una propiedad para desarrollar la primera sede deportiva del equipo en sus 100 años de historia. El terreno fue adquirido en el año 2015 por el presidente Eduardo Silva Meluk y el máximo accionista Raúl Giraldo, está ubicado en Rionegro, cerca del CAI de Llanogrande, en la recta que parte desde el Aeropuerto Internacional José María Córdova al Mall de Llanogrande. Contempla 80.000 metros cuadrados.
En la actualidad, el equipo entrena en sus propias instalaciones: la sede Raúl Giraldo, la cual lleva el nombre del propietario del equipo, donde contienen canchas profesionales y diferentes zonas como gimnasios que ayudan a completar exitosamente los entrenamientos, parqueaderos y zonas de atención a la prensa.
En el 2017 se inició con la construcción de un centro de alto rendimiento en la sede, que entró en funcionamiento en el 2018.
El equipo también suele entrenar en otros lugares. Aquí se nombran algunos de estos lugares donde normalmente suelen ser los entrenamientos, destacando en orden y primero los más frecuentes.
| - Sofasa, Envigado (Cancha de grama) - Pilsen, Itagüí (Cancha de grama) - Base Aérea, Rionegro (Cancha de grama) - UdeA, Medellín (Cancha de grama) | - EIA, Envigado (Cancha de grama) - UPB, Medellín (Cancha sintética) - Colegio San Ignacio, Medellín (Cancha de grama) |

## Rivalidades

### Rivalidad conAtlético Nacional
Es el partido que enfrenta a los dos principales equipos del Valle de Aburrá y propiamente los únicos clubes profesionales de la ciudad de Medellín: Atlético Nacional e Independiente Medellín. Es uno de los clásicos regionales más importantes de Colombia y también de los más tradicionales. El primer clásico que se disputó en la historia entre ambos equipos fue el 12 de septiembre de 1948 y la victoria se la llevó Independiente Medellín superando al que en el momento se denominaba Atlético Municipal, 3 – 0, en el marco del primer campeonato disputado en Colombia. Como hecho destacado está que las dos instituciones se unieron para no desaparecer a finales de la década de los cincuenta, bajo el nombre extraoficial de Independiente Nacional, que fue utilizado por los jugadores, sin embargo, nunca apareció en las planillas oficiales, puesto que el nombre oficial lo conservó el Atlético Nacional, mientras el Deportivo Independiente Medellín desapareció oficialmente ese año. Esta alianza sólo duró un año y hasta la fecha ha sido la única vez en que los dos equipos rivales de la ciudad se han unido.
Así mismo, los dos clubes se han encontrado de forma directa o han definido situaciones especiales entre ellos en la consecución de títulos nacionales. En 1955 lucharon mano a mano el torneo colombiano, pero fue Independiente Medellín quien se llevó el primer puesto luego de 27 fechas En 1994, Atlético Nacional se coronó campeón de Colombia con un gol agónico de Juan Pablo Ángel, cuando disputaban la última fecha del cuadrangular final, y con aquella victoria consiguió su sexto campeonato colombiano. Teniendo en cuenta que este partido no era denominado final ya que aunque el Deportivo Independiente Medellín lograra un marcador a favor en el encuentro no sería campeón por el sistema de juego utilizado para dicho año en el fútbol profesional colombiano. Para 1999, el equipo verde doblegó 1-0 a Independiente Medellín logrando así disputar la gran final de ese año contra el América de Cali que a la postre ganó Nacional. La última gran definición por un título se disputó en la final del Torneo Apertura 2004, donde Medellín obtuvo el título luego de ganar el juego de ida 1-2 y en el de vuelta empatar 0-0, defendiendo todo el partido y logrando así consagrar su cuarta estrella en frente de su rival de plaza, siendo este "Clásico Paisa" la primera final disputada entre los dos equipos.

### Rivalidad conDeportivo Cali
Clásico de la Antigüedad
No existe ninguna rivalidad regional entre Deportivo Cali y el DIM, sin embargo este partido enfrenta a los equipos más antiguos del fútbol colombiano. El historial favorece al verde del Valle del Cauca sobre el rojo de Antioquia. Se han jugado 216 partidos, resultando ganador el Deportivo Cali en 93 oportunidades frente a las 67 del DIM, una diferencia de 26 partidos a favor del Deportivo Cali. Ambos equipos disputaron la final del Torneo Apertura 2015 resultando ganador el Deportivo Cali. Sin embargo, el DIM le ha ganado 2 finales de Copa Colombia al Deportivo Cali: en 1981 y en 2019.

### Rivalidad conSanta Fe
Clásico Independiente
Esta rivalidad nació después de que el equipo Santa Fe le ganó el título del 2014-II al haberle remontado en el partido de ida en el Estadio Atanasio Girardot en la segunda parte el 1:0 a su favor, pero el rojo de la capital remonto con goles de Francisco Meza a los 65' y 68' Wilson Morelo, lo que fue suficiente para que los cardenales se quedaran con el título en el Estadio Nemesio Camacho El Campín de Bogotá con un marcador 1:1 en el global 2:3 en contra del "rojo de la montaña".[cita requerida] Esta rivalidad es denominada como el Clásico Independiente, ya que son los dos únicos clubes profesionales en Colombia que poseen este nombre Deportivo Independiente Medellín y Club Independiente Santa Fe.

## Datos del club
- Puesto histórico :6°[76]
- Temporadas en Categoría Primera A : 96 (1948-1951,1954-1957,1959-1970,1972-Presente).
- Temporadas Ausente de Categoría Primera A 4 : (1952, 1953, 1958, 1971).
- Temporadas en Categoría Primera B : Ninguna.
- Mejor puesto en la liga:
  - Campeón (6): (1955, 1957, 2002-II, 2004-I, 2009-II, 2016-I).
- Peor puesto en la liga:
  - 18º (1): (2009-I).
- Mayores goleadas conseguidas:
  - En campeonatos nacionales
    - 8-1 al Deportivo Pereira el 4 de agosto en 1957.
    - 7-1 al Deportivo Cali en 1955
    - 1-7 al Envigado F. C. el 28 de marzo en el 2010.[77]
    - 6-0 al Santa Fe el 15 de agosto de 1954.
    - 6-0 al Millonarios el 24 de julio en el 1966.
    - 6-1 al Millonarios en 1964.
    - 5-0 al Junior el 18 de julio de 1993 y el 27 de mayo de 2001
    - 5-0 al Deportivo Cali el 24 de mayo de 2008.[78]
    - 5-0 al Atlético Bucaramanga el 13 de abril de 2008.[79][80]
    - 5-0 al Unión Magdalena el 15 de mayo de 2005.
    - 5-0 al Real Cartagena el 26 de septiembre de 2012.
    - 0-4 al Deportes Quindío el 12 de mayo de 2007.[81]
    - 4-1 al Cúcuta Deportivo,el 8 de octubre de 2020.[82][83][84]
    - 4-0 al Águilas Doradas el 1 de marzo de 2022
    - 1-5 a La Equidad el 16 de junio de 2022
    - 0-4 al Unión Magdalena el 8 de noviembre de 2023[85]

  - En torneos internacionales:
    - 0-4 al Athletico Paranaense el 10 de mayo en la Copa Libertadores 2005.
    - 4-0 al Peñarol el 28 de enero en la Copa Libertadores 2009.
    - 4-0 al Deportivo Táchira el 4 de febrero en la Copa Libertadores 2020.
    - 1-5 al Cesár Vallejo el 7 de mayo en la Copa Sudamericana 2024.
    - 4-0 al Palestino el 21 de agosto en la Copa Sudamericana 2024

  - En clásicos paisas:
    - 5-1 al Atlético Nacional el 28 de abril en 1979,[86] y el 27 de junio en 2011.[87]
    - 4-0 al Atlético Nacional el 18 de abril en 1970,[88] y el 18 de febrero en 2001.[86]
    - 0-5 al Atlético Nacional  el 3 de diciembre de 2023[89]
- Mayores goleadas en contra:
  - En campeonatos nacionales:
    - 7-1 con Deportivo Cali en 1962
    - 6-0 con Once Caldas el 16 de abril de 2006.
    - 6-0 con Santa Fe en 1948
    - 8-3 con Junior el 31 de octubre en el 1948.
    - 6-1 con Deportivo Pasto el 5 de octubre en 1999.
    - 5-0 con Millonarios el 21 de enero de 2024

  - En campeonatos internacionales:
    - 5-2 con Racing el 18 de abril en la Copa Libertadores 1967.[90]
    - 6-2 con River Plate el 20 de abril en la Copa Libertadores 1967.[90]

  - En clásicos paisas:
    - 7-2 con Atlético Nacional el 4 de julio de 1959.
    - 5-2 con Atlético Nacional el 14 de marzo de 2013.
    - 5-2 con Atlético Nacional el 25 de agosto de 2019.

### Históricos
- Máximo goleador: Germán Cano con 129 goles.
- Jugador con más partidos disputados: Héctor Echeverri con 457 partidos.[91]
- Entrenador con más títulos en el cargo: Leonel Álvarez (2) 2009-II y 2016-I.
- Entrenador con más tiempo en el cargo: Julio Avelino Comesaña (1982-1986).
- Presidente con más tiempo en el cargo: José Luis Restrepo Jaramillo (1913-1928).
- Jugador con más títulos: David González con 4 títulos. tres Ligas (2002-II, 2004-I, 2016-I) y una Copa Colombia (2019).
- Portero con mayor imbatibilidad: David González con 687 minutos en el Torneo finalización 2002.
- Máximo goleador en un torneo largo: Perfecto Rodríguez (38 goles).
- Máximo goleador en un torneo corto: Germán Cano (21 goles).
- Jugador que más veces terminó goleador de un torneo colombiano: Germán Cano 6 veces.
- Mejor participación en Copa Libertadores de América: Semifinales (2003).
- Mejor participación en Copa Sudamericana: Cuartos de final (2016).
- Mejor participación en Copa Conmebol: Octavos de final (1995).
- Goles históricos:
  - Gol 1000: Uriel Cadavid el 25 de julio de 1965.
  - Gol 2000: Raúl Santelli el 9 de mayo de 1983.
  - Gol 3000: Adolfo Valencia el 15 de agosto de 1998.[92]
  - Gol 3500: Jackson Martínez el 6 de noviembre de 2005.
  - Gol 4000: Jaime Castrillón el 11 de septiembre de 2011.[93]

### Goles
- Mayor número de goles en un torneo largo: 119 (1957).
- Menor número de goles en un torneo largo: 41 (1988).
- Mayor número de goles en un torneo corto: 44 (2009-II).
- Menor número de goles en un torneo corto: 14 (2021-II).

### Invictos
- Mayor invicto: 19 Partidos (5 de agosto a 26 de noviembre en el 2023).[94]
- Mayor cantidad de partidos ganados en un torneo largo: 1957: 27 victorias en 41 partidos.
- Mayor cantidad de partidos ganados en un torneo corto: 2009-II: 17 victorias en 26 partidos.
- Mayor cantidad de partidos empatados en un torneo largo: 1983: 24 empates en 56 partidos.
- Mayor cantidad de partidos empatados en un torneo corto: 2021-II: 11 empates en 20 partidos.
- Mayor cantidad de partidos perdidos en un torneo largo: 1995-96: 31 derrotas en 60 partidos.
- Mayor cantidad de partidos perdidos en un torneo corto: 2020: 12 derrotas en 23 partidos.

## Ranking

### Ranking delFPC
- Clasificación Histórica Categoría Primera A: 6.º  (4696 puntos).

Actualizado al 22 de diciembre de 2024:

### Ranking de laCONMEBOL
- Clasificación Conmebol de Clubes: 42.º  (226,0 puntos).

Actualizado al 16 de diciembre de 2024:

### Ranking de laIFFHS
- Clasificación Mundial de los Clubes: 60.º  (186 puntos).

Actualizado al 30 de noviembre de 2024.

## Palmarés

#### Torneos Amateur (15)
| Campeonato regional                    | Títulos                                                 | Subcampeonatos |
| -------------------------------------- | ------------------------------------------------------- | -------------- |
| Organizados por LAF                    |                                                         |                |
| Campeonato nacional amateur (7/0)      | 1918, 1920, 1922, 1930, 1936, 1937, 1938.(Récord)       |                |
| Campeonato departamental amateur (8/0) | 1937, 1938, 1939 1941, 1942, 1943, 1944 y 1945.(Récord) |                |

#### Torneos nacionales oficiales (9)
| Campeonato nacional        | Títulos                                      | Subcampeonatos                                                                                     |
| -------------------------- | -------------------------------------------- | -------------------------------------------------------------------------------------------------- |
| Organizados por FCF        |                                              | |
| Categoría Primera A (6/13) | 1955, 1957, 2002-II, 2004-I, 2009-II, 2016-I | 1959, 1961, 1966, 1993, 2001, 2008-II, 2012-II, 2014-II, 2015-I, 2018-II, 2022-II, 2023-II, 2025-I |
| Copa Colombia (3/1)        | 1981, 2019, 2020                             | 2017                                                                                               |
| Superliga (0/1)            |                                              | 2017                                                                                               |

#### Detalle de las consagraciones
- En orden cronológico:

| # | Fecha      | Título             | Rival             | Ciudad   | Estadio                | Tipo          | Asociación |
| - | ---------- | ------------------ | ----------------- | -------- | ---------------------- | ------------- | ---------- |
| 1 | 23/10/1955 | Primera A 1955     | Atlético Nacional | Cúcuta   | General Santander      | Liga Nacional | DIMAYOR    |
| 2 | 23/03/1957 | Primera A 1957     | Deportes Tolima   | Medellín | Atanasio Girardot      | Liga Nacional | DIMAYOR    |
| 3 | 19/12/1981 | Copa Colombia 1981 | Deportivo Cali    | Medellín | Atanasio Girardot      | Copa Nacional | DIMAYOR    |
| 4 | 22/12/2002 | Primera A 2002-II  | Deportivo Pasto   | Pasto    | Departamental Libertad | Liga Nacional | DIMAYOR    |
| 5 | 27/06/2004 | Primera A 2004-I   | Atlético Nacional | Medellín | Atanasio Girardot      | Liga Nacional | DIMAYOR    |
| 6 | 20/12/2009 | Primera A 2009-II  | Atlético Huila    | Medellín | Atanasio Girardot      | Liga Nacional | DIMAYOR    |
| 7 | 19/06/2016 | Primera A 2016-I   | Junior            | Medellín | Atanasio Girardot      | Liga Nacional | DIMAYOR    |
| 8 | 06/11/2019 | Copa Colombia 2019 | Deportivo Cali    | Medellín | Atanasio Girardot      | Copa Nacional | DIMAYOR    |
| 9 | 11/02/2021 | Copa Colombia 2020 | Deportes Tolima   | Medellín | Atanasio Girardot      | Copa Nacional | DIMAYOR    |

### Participaciones internacionales (18)
Nota: en negrita mejor participación del torneo.
| Competencia                     | Ediciones                                                   |
| ------------------------------- | ----------------------------------------------------------- |
| Organizados por FIFA y CONMEBOL |                                                             |
| Copa Libertadores (10)          | 1967, 1994, 2003, 2005, 2009, 2010, 2017, 2019, 2020, 2023. |
| Copa Sudamericana (7)           | 2006, 2016, 2017, 2018, 2022, 2023, 2024.                   |
| Copa Conmebol (1)               | 1995.                                                       |

### Torneos amistosos (12/6)
| Competencia                               | Títulos     | Subcampeonatos |
| ----------------------------------------- | ----------- | -------------- |
| Organizados por FCF, CONMEBOL y FIFA      |             |                |
| Copa Jiménez Jaramillo (1/0)              | 1923.       |                |
| Copa Club Unión (1/0)                     | 1942.       |                |
| Triangular Trofeo Coltejer (1/0)          | 1955.       |                |
| Torneo Medellín sin tugurios (1/0)        | 1983.       |                |
| Copa Montreal (1/0)                       | 1992.       |                |
| Trofeo Ciudad de Vigo (1/0)               | 1994.       |                |
| Copa D. C. United (1/0)                   | 1994.       |                |
| Copa Ciudad de Popayán (1/0)              | 2005.       |                |
| Copa Gobernación de Antioquia (2/0)       | 2008, 2010. |                |
| Copa del Pacífico (1/1)                   | 2009.       | 2010.          |
| Copa Telemedellín (1/0)                   | 2013        |                |
| Noche Amarilla (0/2)                      |             | 1997, 2007.    |
| Copa Movilco - Gobernación del Meta (0/1) |             | 2009.          |
| Copa Generación (0/1)                     |             | 2015           |
| Noche Blanquiazul (0/1)                   |             | 2022           |

## Organigrama Deportivo

### Plantilla 2025-II
- Los equipos colombianos están limitados a tener en la plantilla un máximo de cuatro jugadores extranjeros. La lista incluye sólo la principal nacionalidad o nacionalidad deportiva de cada jugador.
- Para la temporada 2022 la Dimayor autorizó la inscripción de treinta y cinco (35) jugadores a los clubes que tienen competencia internacional,[108] de los cuales cinco (5) deben ser categoría Sub-23.[109]
- Los jugadores de categoría sub-20 no son tenidos en cuenta en el conteo de los 35 inscritos ante Dimayor.

### Altas y bajas 2025-II
| Jader Valencia     | Delantero      | Millonarios              | Libre.    |
| Esneyder Mena      | Centrocampista | América de Cali          | Traspaso. |
| Jarlan Barrera     | Centrocampista | Deportivo Cali           | Libre.    |
| Juan David Bonilla | Delantero      | Real Valladolid Promesas | Cesión.   |

| Yimmy Gómez      | Guardameta     | La Equidad     | Cesión.                |
| Luis Escorcia    | Defensa        | Fortaleza      | Cesión.                |
| Jherson Mosquera | Defensa        | Newell's       | Fin de cesión.         |
| Joaquín Varela   | Defensa        | Deportivo Cali | Fin de cesión.         |
| Homer Martínez   | Centrocampista | FC Juárez      | Traspaso.              |
| Marcus Vinicius  | Centrocampista | Bandera de ?   | Rescisión de contrato. |
| Julián Angulo    | Centrocampista | Club Llaneros  | Cesión.                |

### Jugadores cedidos
Jugadores que son propiedad del equipo y son prestados para actuar con otro conjunto, algunos con opción de compra.
| Luis Erney Vásquez | Guardameta     | Atlético Bucaramanga | 31/12/2024 |
| Weimar Asprilla    | Guardameta     | R. S. Cundinamarca   | 31/12/2024 |
| Juan Pablo Gallego | Centrocampista | Jaguares de Córdoba  | 31/12/2024 |

### Jugadores cedidos en el club
Jugadores que son propiedad de otro equipo y están prestados en el club, algunos con opción de compra.
| Jherson Mosquera | Defensa | Newell's | Diciembre de 2024 |

### Jugadores en selecciones nacionales
Nota: en negrita jugadores parte de la última convocatoria en sus respectivas selecciones.
| País     | Categoría | Jugador(es)                                                     |
| -------- | --------- | --------------------------------------------------------------- |
| Colombia | Absoluta  | José Luis Chunga, Baldomero Perlaza, Homer Martínez, Eder Chaux |
| Colombia | Sub-20    | Juan David Arizala                                              |

## Dirección técnica

### Dirección técnica actual
Cuerpo técnico y directivos del Independiente Medellín en la temporada 2024-II.
| Dirección técnica actual | Dirección técnica actual | Dirección técnica actual | Dirección técnica actual |
| ------------------------ | ------------------------ | ------------------------ | ------------------------ |
| Director técnico:        | Alejandro Restrepo       | Presidente:              | Juan Camilo Restrepo     |
| Asistente Técnico 1:     | Giuliano Tiberti         | Gerente Deportivo:       | Federico Spada           |
| Analista de Video:       | Jhan Cárdenas            | Delegado 1:              | Vacante                  |
| Preparador Físico 1:     | Walter Rivera            | Delegado 2:              | Vacante                  |
| Preparador Físico 2:     | Nicolás Ramírez          | Nutricionista:           | Natalia Ceballos         |
| Preparador de Arqueros:  | Jaime Bran               | Médico 1:                | Sergio Londoño           |
| Divisiones Menores 1:    | Sebastián Botero         | Médico 2:                | Édgar Méndez             |
| Divisiones Menores 2:    | Vacante                  | Kinesiólogo 1:           | Juan Metrio              |
| Asesor Arbitral:         | Adrian velez             | Kinesiólogo 2:           | Juan Medina              |

## Entrenadores campeones
Estos son los Entrenadores que han logrado ser campeones con el Independiente Medellín entre Liga y Copa Colombia.
| 1. | Bandera de Paraguay                      | † Delfín Benítez Cáceres  | Primera A     | (1) | Campeonato 1955                   |
| 2. | Bandera de Argentina                     | † René Enrique Seghini    | Primera A     | (1) | Campeonato 1957                   |
| 3. | Bandera de Colombia · Bandera de Ecuador | † Leonel Montoya Sánchez  | Copa Colombia | (1) | 1981                              |
| 4. | Bandera de Colombia                      | † Víctor Luna Gómez       | Primera A     | (1) | Finalización 2002                 |
| 5. | Bandera de Colombia                      | † Pedro Enrique Sarmiento | Primera A     | (1) | Apertura 2004                     |
| 6. | Bandera de Colombia                      | Leonel Álvarez            | Primera A     | (2) | Finalización 2009 y Apertura 2016 |
| 7. | Bandera de Paraguay                      | Aldo Bobadilla            | Copa Colombia | (1) | 2019                              |
| 8. | Bandera de Colombia                      | Hernán Darío Gómez        | Copa Colombia | (1) | 2020                              |

## Filiales

### Otros equipos
- Deportivo Independiente Medellín B, equipo de reservas del DIM y actualmente disputa la Liga Antioqueña - Primera A y Campeonato Juvenil.
- Deportivo Independiente Medellín Femenino, equipo femenino del DIM y actualmente disputa la Liga Profesional Femenina de Fútbol de Colombia.